# Богданівка (Бориспільський район)
Богдані́вка — село в Бориспільському районі Київської області (Україна). Відстань до райцентру становить близько 80 км і проходить автошляхом E40. Населення становить 782 осіб.
Село розташоване на стику кордонів трьох областей Київської, Полтавської та Черкаської областей і межує із Лубенським та Золотоніськими районами відповідно.
З 2020 входить в склад Яготинської міської громади.

## Географія

### Клімат
| Клімат Богданівки         | Клімат Богданівки | Клімат Богданівки | Клімат Богданівки | Клімат Богданівки | Клімат Богданівки | Клімат Богданівки | Клімат Богданівки | Клімат Богданівки | Клімат Богданівки | Клімат Богданівки | Клімат Богданівки | Клімат Богданівки | Клімат Богданівки |
| Показник                  | Січ.              | Лют.              | Бер.              | Квіт.             | Трав.             | Черв.             | Лип.              | Серп.             | Вер.              | Жовт.             | Лист.             | Груд.             | Рік               |
| Середній максимум, °C     | −2,4              | −1,4              | 3,8               | 13,6              | 20,9              | 24,1              | 25,5              | 25,0              | 19,6              | 12,5              | 4,7               | 0,3               | 12                |
| Середня температура, °C   | −5,5              | −4,6              | 0,2               | 8,8               | 15,5              | 18,7              | 20,1              | 19,4              | 14,2              | 8,2               | 1,9               | −2,3              | 7                 |
| Середній мінімум, °C      | −8,5              | −7,8              | −3,3              | 4,1               | 10,1              | 13,4              | 14,8              | 13,8              | 8,9               | 3,9               | −0,8              | −4,9              | 3                 |
| Норма опадів, мм          | 37                | 32                | 32                | 46                | 42                | 71                | 76                | 56                | 45                | 35                | 44                | 47                | 563               |
| ------------------------- | ----------------- | ----------------- | ----------------- | ----------------- | ----------------- | ----------------- | ----------------- | ----------------- | ----------------- | ----------------- | ----------------- | ----------------- | ----------------- |
| Джерело: climate-data.org |                   |                   |                   |                   |                   |                   |                   |                   |                   |                   |                   |                   |                   |

## Історія

### Козацька доба
Переяславський полк. Яготинська сотня. слобода Богданівська

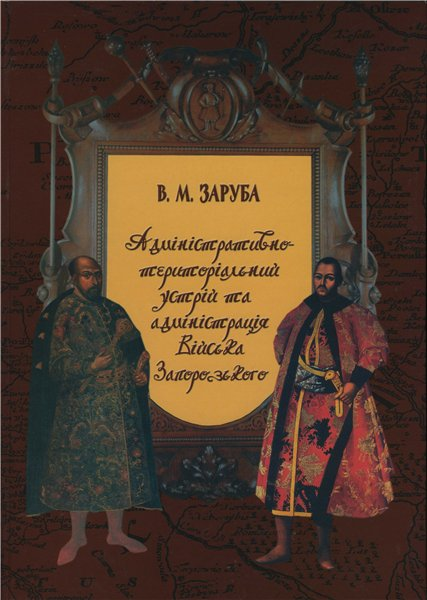
Заруба В. М. «Адміністративно-територіальний устрій та адміністрація Війська Запорозького у 1648—1782 рр..» видання «Ліра ЛТД», 2007. Дніпропетровськ, 2007.

В усіх адміністративних переписах с. Богданівка входила до Яготинської сотні (1648—1782 рр.)

### Заснування села Богданівка
У слідстві за хутори в сотні Яготинській за 1730 рік означається, що місце, де зараз Богданівка, кілька років тому було зайнято для хутора без всяких документів, переяславським комендантом Яковлєвим. Переяславський полковник Танський Василь, посилаючись на незаконне захоплення степу Яковлєвим, повернув його хутір до рангу і володів ним, доки був полковником. При Танському осіло в цім хуторі людей 2 хати. Після Танського хутір перейшов до полковника Михайла Богданова, який оселив тут людьми понад 30 дворів, на ім’я полковника і слобода стала називатися Богданівкою.
1739 року на місце Богданова призначено за полковника Семена Сулиму. Богданов претендує на засновану слободку, оскільки вона ним оселена і не хоче уступати Сулимі, як рангової. Сулима силою своєї влади забрав не тільки слободку, а навіть коні та хліб Богданова, що були в слобідці. 1739 р. за це Богданов судився з Сулимою. За Сулими, як оповідали Данило Білокур, Петро Гайдай та Матвій Тонконіг, оселено людьми ще дві хати. 1761 р. в Богданівці вже було 36 хат, в яких житло 58 сімей. В цей час рахувалося до цієї слободи землі навколо на 17 верст 396 саж. Під час роботи Слідчої Комісії Розумовського 1761 р. Богданівка залишена за Сулимою.
Сулима володів Богданівкою до своєї смерті, що мала місце 1766 р. Вдова його Параска Сулимина, бажаючи затримати в своїх руках на деякий час слоб. Богданівку, написала прохання до Малоросійської колегії. Вона писала, що чоловік її Семен Ів. Сулима вступив на службу 1722 р. і був у різних чинах аж до 1739 року, а цей рік призначений за полковника. Будучи в цім чині і не маючи по прикладу інших полковників на ранг деревень та жалування він служив в усіх походах за кошт зі своїх маєтків через що впав у бідність та довги. В останній час у своєму посіданні він мав лише слободку Богданівку з невеликою кількістю людей та степу оселену "по вольності", котрою володів попередній полковник Богданов. Зараз чоловік її вмер, син на службі й коли від неї заберуть слобідку Богданівку, вона конце буде розорена, а тому прохала колегію залишити слобідку хоч на два роки. Колегія 12 вересня 1766 р. ухвали слобідку Богданівку наперед, до розслідування та резолюції Рум'янцева оставить в розпорядженні Сулиминої. Опісля Богданівка перейшла до відома казни.

### Кінець козацької доби
У 1764 Катери́на ІІ скасувала гетьманство в Україні.
У 1766 році села масово переходять до скарбниці.
Так з 1766 р. в запису про народження в церквах вже не будуть писати син козака чи посполита, а з'явиться напис «казенний крестьянинъ».
У 1775 р.вийшов «Указ Екатерины о роспуске козаков»
Далі ще «краще».
1783 р. Поширення кріпацтва на Лівобережну Україну. Жителям села в цьому плані «пощастило» хоч як, богданівці стали залежні від держави, вважаючись проте особисто вільними, на відміну від кріпаків. Люди Богданівки отримали стан -державний селянин.
Богданівка є на мапі 1787 року.

### Доба Російської імперії
У 1849 році в Богданівці налічувалося 100 дворів з 841 жителем. (Для прикладу в 2006 році населення становило лише 648 осіб)
19 лютого 1861 цар Олександр II видав Маніфест про скасування кріпосного права і «Загальне положення про селян, звільнених від кріпосної залежності». За цими документами селяни ставали особисто вільними, але за поміщиками залишалося право власності на землю.

### Черняхівська волость (Пирятинський повіт)
Станом на 1885 рік Богданівка — колишнє державне село при річці Чумгак, 1107 осіб, 188 дворів, православна церква, 14 вітряних млинів.

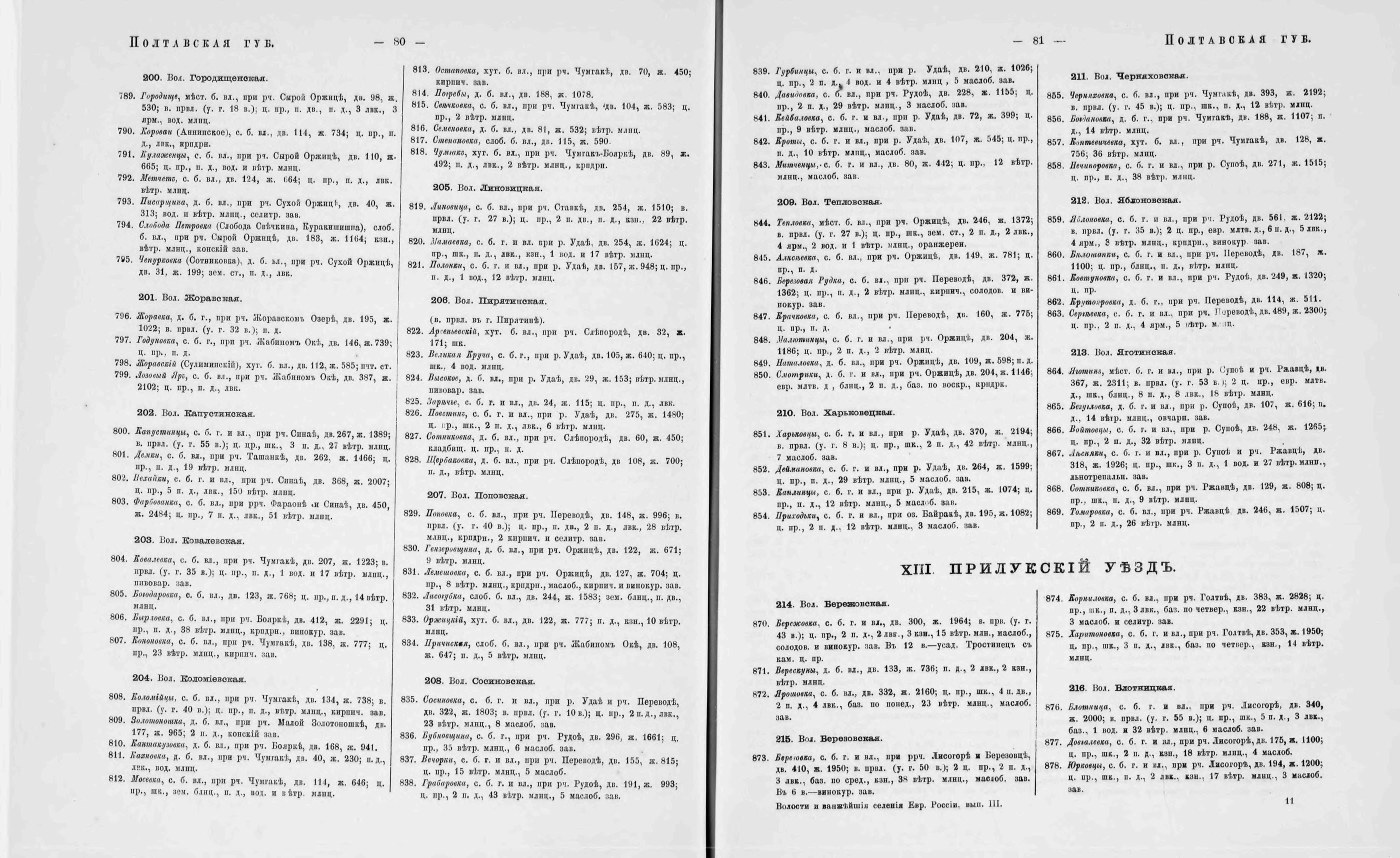
Станом на 1885 рік Черняхівська волость складалася з 8 поселень, 8 сільських громад.

З «Довідкова книжка з Полтавської губернії на 1908»: Старшина Черняхівської волості Пирятинського повіту — козак Георгій Володимирович Полешко.
Виписка з книги "Шляхи, що примикають до Києва, і лінії північній частині області"В. В. Морачевського, Б. Г, Карпова та І. М. Малишевої (Розділ IX): "Со времени освобождения крестьян  население увеличилось на 60 %. Население Малороссийское с  примесью 1 % евреев. Из  крестьян  91 % находится на подворном  пользовании. Из  крестьян  63 % вышло из  крепостной зависимости и получили в  надел  по 2 дес. на ревизск. душу, а государственные— 3,4 дес. Под  пашнями 72 % всей площади. «
Якщо не має помилки в цій книзі, то богданківці після 1861 р. отримали не малі наділи землі на душу.
3.4» казенные"десятини = 3.71463515 гектарів
До 1923 року село входило до складу Черняхівської волості Пирятинського повіту Полтавської губернії.

### Перша світова війна 1914 −1918 років.
1 серпня 1914 року розпочалася Перша світова війна.
Переглядаючи в архіві, записи передвоєних і після воєнних років, книг духовної консисторії с. Богдановка, бачимо майже на кожній сторінці запис «солдат». Солдат -Наум Андрійович Кононенко, солдат- Іоан Семенович Овчарик… Багато наших односельців брали участь в цій війні, багато і не повернулося. Були напевно і  герої, як наприклад прапорщик А.Г. Капустянський, уродженець с. Ковалівка, один з багатьох героїв Першої світової війни, повний кавалер знака ордена Святого Георгія.

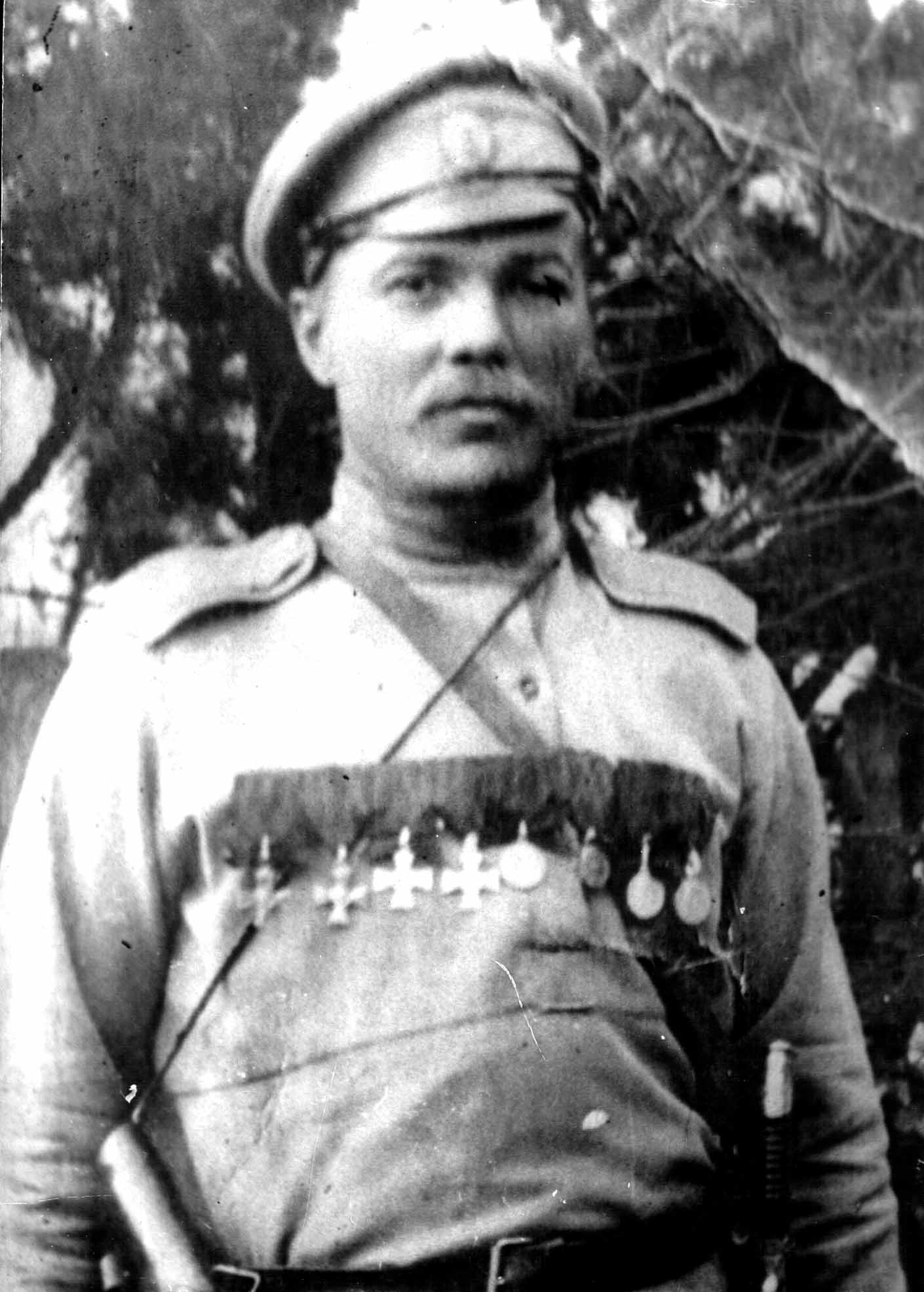
Прапорщик Капустянський — повний кавалер знака ордена Святого Георгія.

### Украї́нська Наро́дна Респу́бліка (УНР)— 1917—1920
Під час революції жителі Богданівки підтримали радянську владу, особливо активними були «бідняцькі маси».
Більшовики вміли агітувати. Для прикладу герой Першої світової прапорщик А. Г. Капустянський будучи командиром гетьманського загону при коменданті м. Переяслава в 1917 р., перейшов з гетьманської варти до більшовицького  партизанського загону. Загинув в бою з армією УНР  під Переяславом у січні 1919 року.
Чому односельці так "гаряче" підтримали нову владу і звідки взялась така кількість «бідняцької маси»?
З часу звільнення селян(1861 цар Олександр II видав Маніфест про скасування кріпосницького права)пройшло не так багато часу, всього 56 років.
Державні селяни отримали в наділ по — 3,4 дес. землі.
3.4 «казенні» десятина = 3.71463515 гектарів.
Після реформи 1861 року в Україні існувало подвірне землеволодіння. Тобто, земля вважалася власністю всієї родини, її не можна було продавати і ділити між членами родини.
Після реформ 1909 р. П. А. Столипіна селянам дозволено купувати, продавати, виїжджати з села. Ці зміни сталися і в Богданівці. Село швидко розподілялось на багатих і бідних.  
Невже більшість богданівців за 8 років втратили всі свої наділи.
Де земля ? Звідки  «бідняцькі маси»?
Якщо згадати, що наробили ці «бідняцької маси» в Яготинському районі,волосся стає дибки. Де подівся палац і господарські будови Розумовського в Яготині ? Чи що стало з Троїцькою церквою та дзвіницею, у тому ж Яготині? Чи нащо було знищувати церкву і родовий будинок письменника Гоголя в с. Гоголево, батьки якого збудували цю церкву для села? Чи де подівся родовий будинок і парк Євгена Павловича Гребінки в с. Мар'янівна, автора  безсмертного романсу «Очі чорні, очі пристрасні», написаного ним в 1843 році. Від будинку родини, яка виділили землю і кошти на будівництво  школи в с. Мар'янівна залишилося тільки купа старої цегли, а від парка тільки старий каштан, який за легендою посадив Т.Шевченко, гостюючи у Гребінок. У Ковалівці було знищено пивзавод Раковича, продукція якого на міжнародних виставках у Парижі одержувала найвищі нагороди — золоті медалі. Підприємство було гордістю краю … Розгромлені також були маєтки у Мойсівці, Перервинцях та інших селах. У Мойсівці назавжди зник прекрасний будинок Волховських, у якому кілька разів бував Т. Г. Шевченко, та який селяни розібрали на цеглу.
В селі спочатку закриють церкву, а потім і зовсім зруйнують. Іншого чогось  крушити й ламати було вже нічого, бо панських маєтків в тоді ще державному  селі не було. А так було б те саме, як і в інших селах. Руйнувати ж не будувати.
Однак, як це не тяжко, у переважній більшості, селяни підтримали радянську владу і ці погроми.
У перших числах вересня 1918 село зайняв один із загонів Гайдамацького куреню (Армії УНР) під командою капітана Белецкова. Були заарештовані "місцеві червоні партизани" і тих хто нищив і  крав поміщицький і державний інвентар. Їх було взято  під варту в «холодну» Черняхівського волосного управління.

### Колективізація
В роки колективізації в Богданівці було організовано артіль ім. Шевченка.
В 1934 році на базі артілі утворено три колгоспи: ім. Молотова, ім. Ворошилова, ім. Кірова.

### Голодомор 1932—1933
Штучний Голодомор 1932—1933 рр. — злочин більшовицького режиму, від якого загинули мільйони українців. У світовій історії знайдеться не так уже й багато аналогів, які за масштабом, жорстокістю, цинізмом методів здійснення й наслідками дорівнювали б українській трагедії.
Також і для нашого села страшним лихом став Голодомор 1932—1933 рр. Жодної сім'ї не минуло горе.
За свідченнями очевидців загальна кількість померлих від Голодомору — 194 жителі.
Однак ця цифра дуже занижена.Тільки на прикладі своєї сім'ї (автора цієї статі про історію с. Богданівки), я бачу не точності в цьому списку. В списку записана тільки одна моя бабуся, яка померла в 10 років. Однак ще чотири дитини(три сина і ще одну доньку) мій прадід з прабабусею поховали від голоду.
Та і як люди, яким було на момент голодомору від 2 до 7 років могли би точно скласти  той список?
Мартиролог жителів села Богданівка — жертв Голодомору 1932—1933 рр. укладено за свідченнями Сидорової Л. О.1931 р.н.; Чапай П. К. 1929 р.н.; Гордієнко В. П. 1927 р.н.; Бойко Г. П. 1926 р.н.; Білокур М. В.1928 р.н.,записаними у 2005—2008 рр. Латай К. О.- завідувачкою сільської бібліотеки;Слабковською Н. М.-в.о. директора Богданівського сільського БК; Омельченко Г. І.-бібліотекарем.

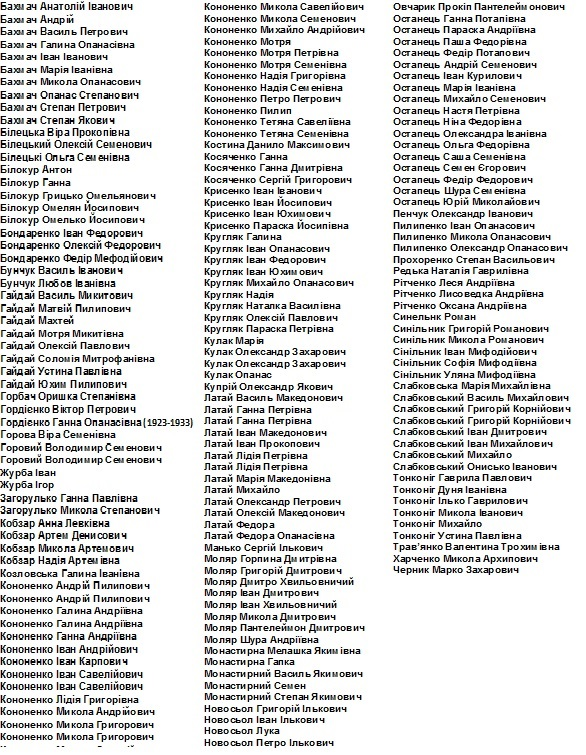
укладено за свідченнями Сидорової Л. О., 1931 р.н.; Чапай П. К., 1929 р.н.; Гордієнко В. П., 1927 р.н.; Бойко Г. П., 1926 р.н.; Білокур М. В.,1928 р.н.,

Ховали померлих на сільському кладовищі.
Пам'ятний знак жертвам Голодомору встановлений у 1993 році на території Меморіального комплексу в селі.

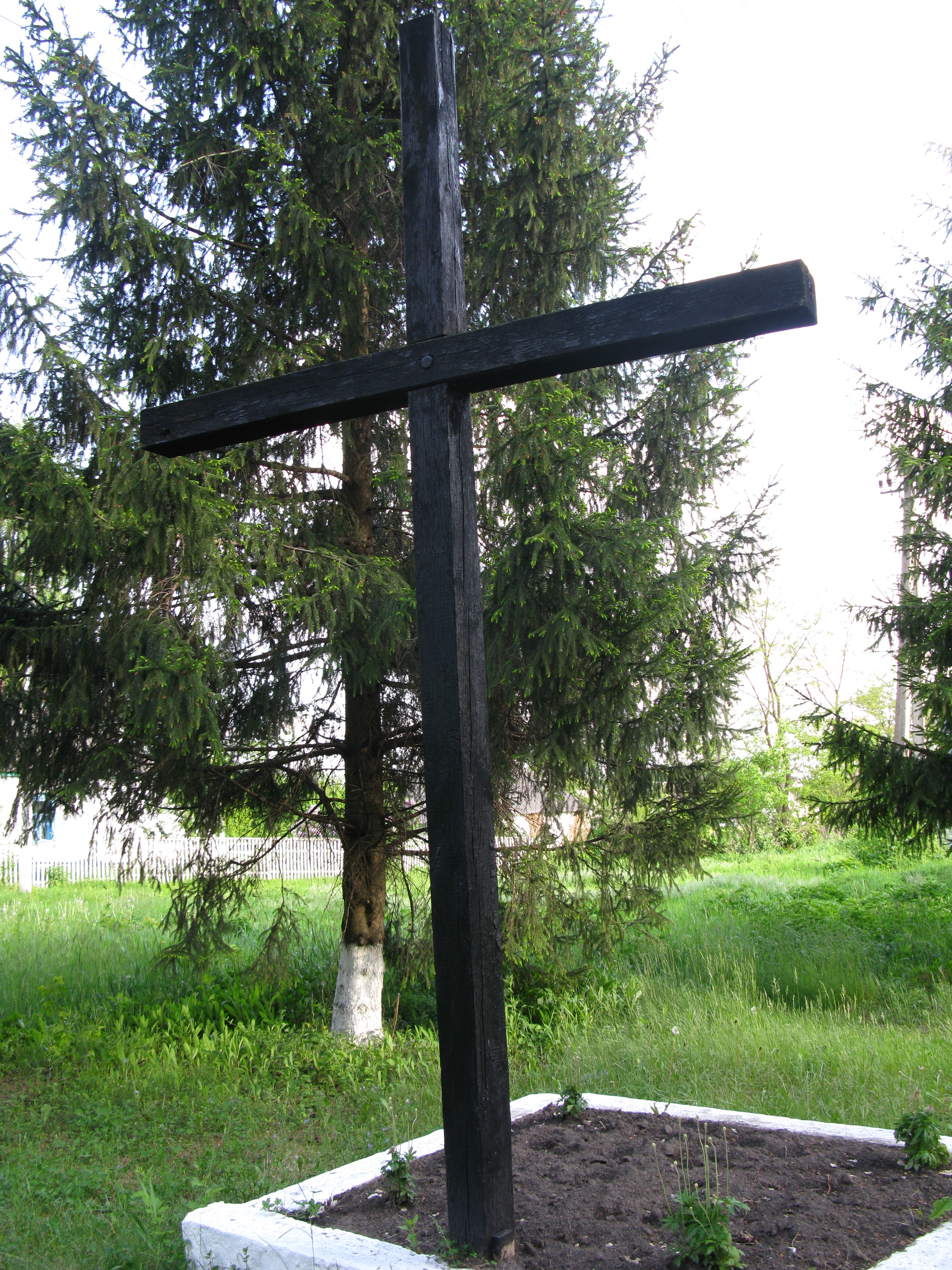
Пам'ятний знак жертвам Голодомору встановлений у 1993 році на території Меморіального комплексу в с. Богданівка

### Друга світова війна
Мешканці села брали участь у Польсько-Німецько-Словацько-Радянській війні 1939 року, Радя́нсько-фі́нській війні, яка розпочалась 30 листопада 1939 року і тривала до 13 березня 1940 року.
Так продовжувалось до 22 червня 1941 року, до початку Німецько-радянської війни (так званої Вітчизняної, вперше цей термін використав Й.Сталін).
Майже з перших днів початку німецько-радянської війни, мешканці села, які проходили службу в Змінному складі територіальних частин Робітничо-селянської армії були відправлені в бій. Багато сільчан склали свої голови в перші місяці війни внаслідок бездарних наказів командування радянської армії.
На тій війні було вбито майже всіх чоловіків села. Кого не забрали в 1941 було забрано в 1943, вже після так званого визволення, а насправді реокупації села 21 вересня 1943.
Під час окупації село входило до складу Пирятинського гебіту.
Радянські війська ввійшли в село з 20 на 21 вересня 1943. Напередодні відступаючі німецькі війська відстрілювали худобу і палили хати.
Село від загарбників відвойовували війська Воронезького фронту.

## Релігія
В 1896 році в селі Богданівка був побудований Свято-Петропавлівський храм.
Одна із сторінок з книги Полтавської духовної консеторії Полтавская губерния Пирятинского повиту с. Богдановка за 1910 р.

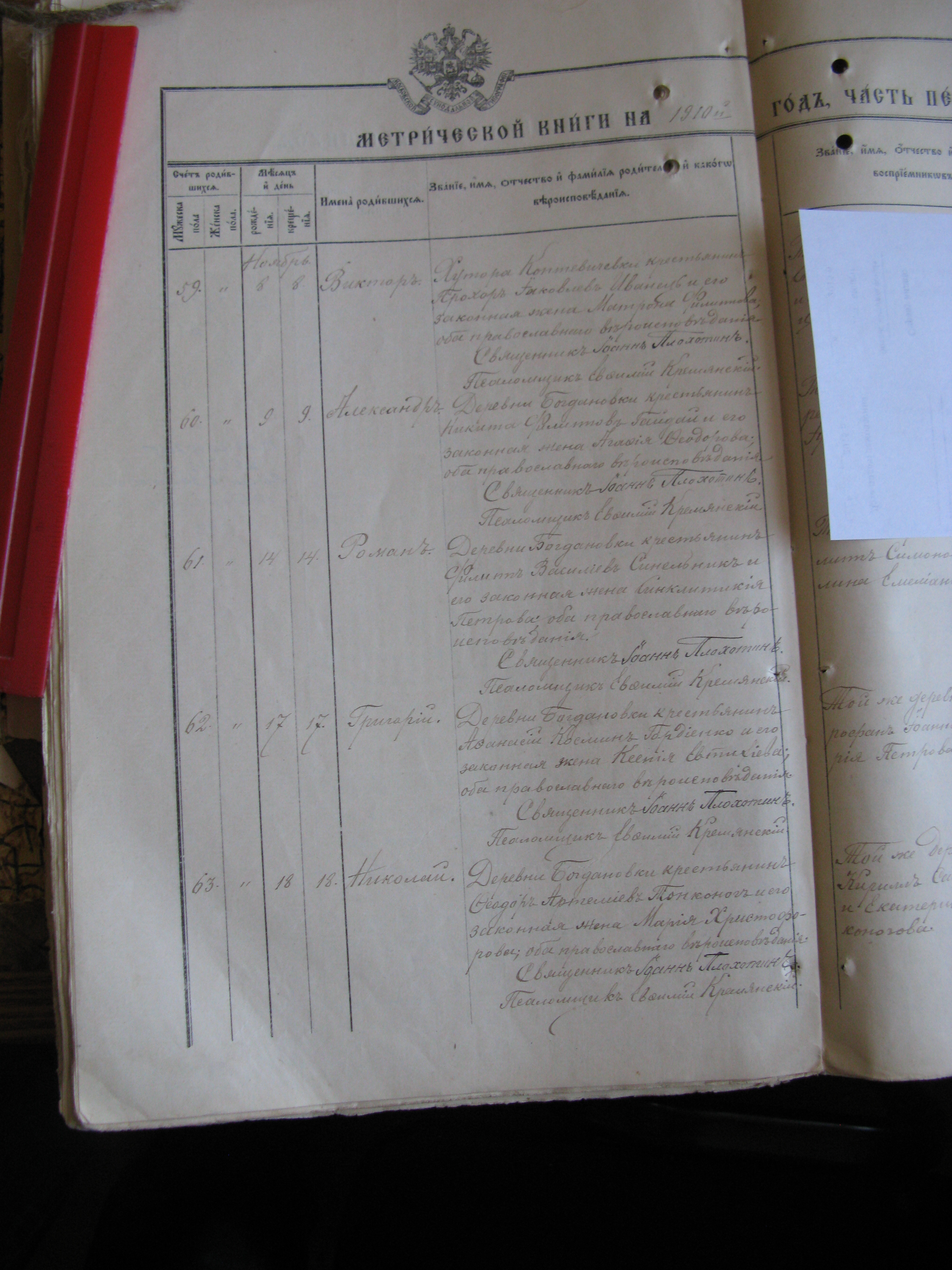
Одна із сторінок з книги Полтавської духовної консеторії

Книга зберігається у Центральному державному історичному архіві України, м Київ (ЦДІАК України) фонд 224 опис 3 №справи 868 (1906,1907,1908,1909,1910)
Парафія ставилася до четвертого благочинному округу Полтавської єпархії Руської Православної Церкви. Це була дерев'яна холодна церква на кам'яному фундаменті з дерев'яною дзвіницею. Поруч з церквою була церковна сторожка і церковна бібліотека. У 1902 році священик отримував 300 рублів на рік, а псаломщик — 100 рублів. Парафіян налічувалося 1845 осіб. З 1899 року священиком був Ігнатій Успенський, а старостою Іоаким Косміновіч Січкар
У 1912 році священиком Свято-Петропавлівського храму був Іван Миколайович Плохотін, псаломщиком — Євфімій Федорович Кремьянскій, церковним старостою — селянин Максим Косміновіч Прохоренко.
Під час революції жителі Богданівки підтримали радянську владу, особливо активними були «бідняцькі маси». Церква була закрита, імовірно, за часів гонінь в 1930-х роках. Будівля простояла до Другої світової війни, під час якої повністю згоріла.

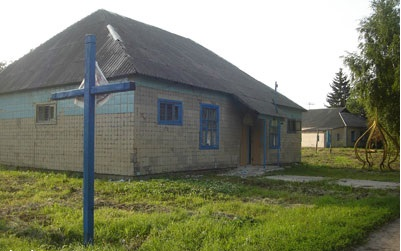
Свято-Петропавлівський храм села Богданівки

В селі діє Храм Святих Апостолів Петра и Павла, відкритий в 2002 році. Приміщення для храму було виділено в колишній лазні. Церкву відкрила Українська православна церква (Московський патріархат)
Настоятелем був призначений отець Михайло. В даний час батько Михайло служить в церкві Української православної церкви Київського патріархату с. Кулябівка.
З 2004 року настоятелем храму призначений ігумен Мойсей, насельник Києво-Печерської Лаври. За час його настоятельства вдалося впорядкувати, принаймні, внутрішній інтер'єр храму. Завдяки жертводавцям створений хороший іконостас, кіот для шанованої ікони і гробниця для плащаниці.
З лютого по жовтень 2008 року храм був без настоятеля.
У жовтні 2008 року настоятелем храму був призначений священик Павло Придатченка.
Отець Павел оселився в селі Богданівка у лютому 2006 року ще будучи мирянином. Ніс послух панамаря та читця у Петропавлівському храмі. У вересні 2007 у місті Варва Чернігівської області був висвячений у священика та призначений настоятелем храму у с. Красляни Прилуцького р-ну Чернігівської обл. У жовтні 2008 року отець Павел був призначений настоятелем Петропавлівського храму села Богданівка.

Храм знаходиться неподалік центру села Богданівки.

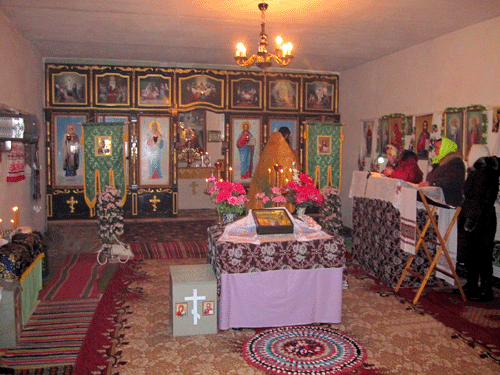
У храмі знаходиться місцевошанована ікона Спасителя

У храмі знаходиться місцевошанованих ікона Спасителя «Хліб Життя», яка збереглася зі старої церкви. Коли її принесли до храму, вона була зовсім чорною, але згодом оновилася.
У липні 2011 року рішенням сесії Богданівської сільської ради релігійній громаді села було виділено земельна ділянка для будівництва нового типового храму, але поки що не вдається знайти жертводавців.
Церква євангельських християн баптистів в с. Богданівка
Ще на початку 90 р. в селі була збудована церква ЄХБ.

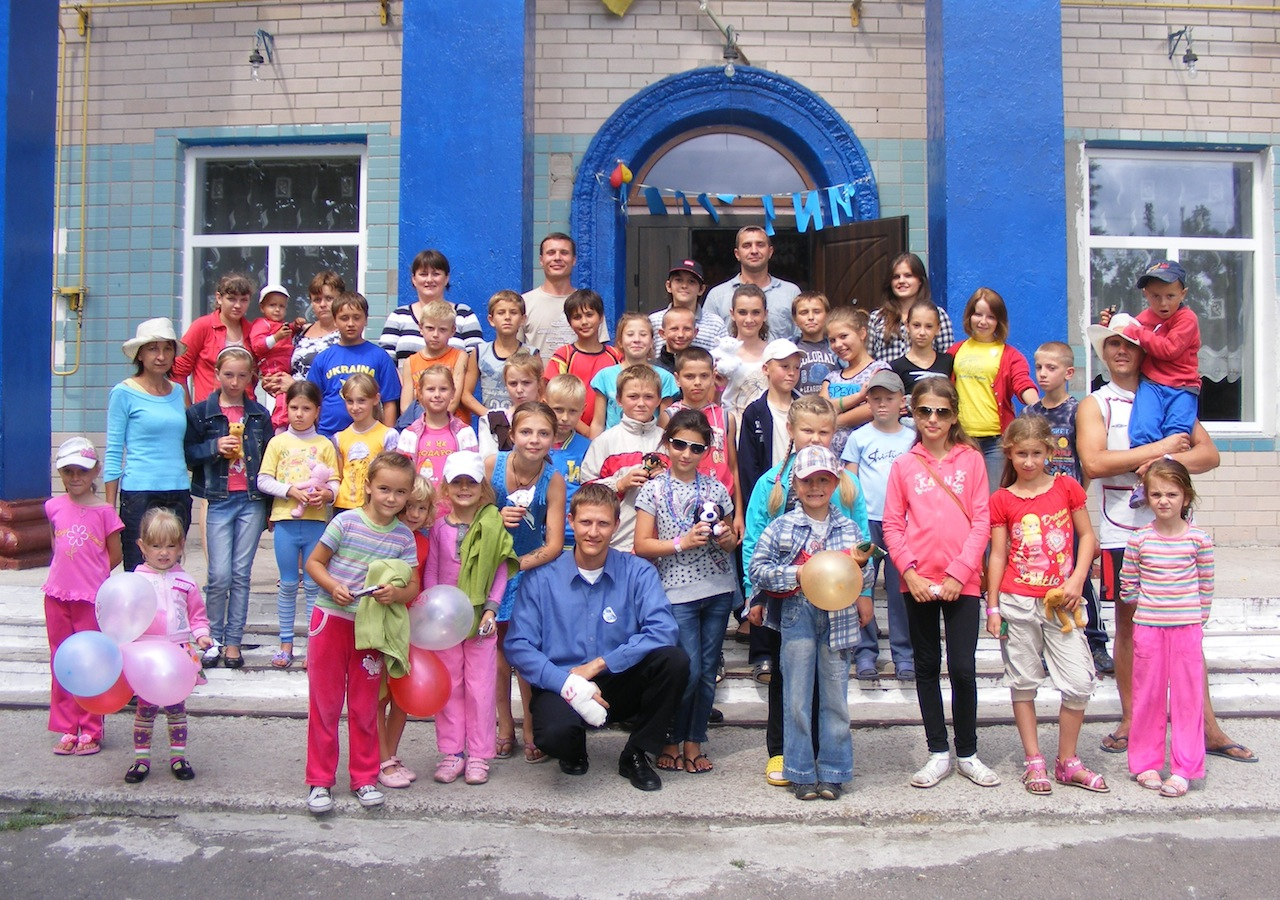
2013.07.27 Табір у селі Богданівка, Яготинського району

На базі общини баптистів в селі щоліта працює табір «Крок за кроком»
Неначе острівок світла, радості та веселих подій, у селі Богданівка, Яготинського району, відбувається табір для дітей! І кожного разу, учасники табору насолоджуються веселими іграми, цікавими завданнями, караоке, подарунками, солодощами та знаходять собі нових друзів, з якими потім довго переписуються у соціальних мережах. А також, мають змогу дізнатись багато нових історій із Біблії та знайти відповіді на свої запитання. У таборі беруть участь не тільки місцеві діти із Богданівки, але й ті хто приїхав на літо в село із Києва та Яготина.

## Населення
1761 — в селі Богданівка жило 58 сімей у 36 будинках.
1849 — 841 житель, 100 дворів.
1885 — 1107 осіб, 188 дворів.
1910 — 1843 особи, 294 двори.
2006 — населення становило лише 648 осіб.
Станом на 01.01.2008 в с. Богданівка постійно мешкало 949 людей.

### Мова
Розподіл населення за рідною мовою за даними перепису 2001 року:
| Мова            | Кількість | Відсоток |
| --------------- | --------- | -------- |
| українська      | 760       | 97.19%   |
| російська       | 20        | 2.56%    |
| інші/не вказали | 2         | 0.25%    |
| Усього          | 782       | 100%     |

## Сучасна Богданівка

### Матері-героїні
УКАЗ ПРЕЗИДЕНТА УКРАЇНИ № 386/2008
Про присвоєння почесного звання «Мати-героїня»
За материнську самовідданість, народження і виховання дітей, забезпечення умов для всебічного їх розвитку та з нагоди Дня матері присвоїти почесне звання"МАТИ-ГЕРОЇНЯ"
по Київській області
БОЙКО Надії Антонівні — матері п'яти дітей, с. Богданівка Яготинського району
ДРОБУШ Єлизаветі Миколаївні — матері п'яти дітей, с. Богданівка Яготинського району
КОЛОДИЧ Ганні Федорівні — матері восьми дітей, с. Богданівка Яготинського району
КОНОНОВИЧ Любові Яківні — матері семи дітей, с. Коптевичівка Яготинського району
КРАВЧУК Ніні Павлівні — матері шести дітей, с. Богданівка Яготинського району
ЛАТАЙ Ганні Олексіївні — матері п'яти дітей, с. Богданівка Яготинського району
МЕЛЬНИКОВИЧ Пелагії Кіндратівні — матері восьми дітей, с. Богданівка Яготинського району
ОНОПРІЙЧУК Любові Трохимівні — матері дев'яти дітей, с. Богданівка Яготинського району
РЯБУЩИЦЬ Ользі Василівні — матері шести дітей, с. Богданівка Яготинського району
ХОЛОДЬКО Любові Кирилівні — матері п'яти дітей, с. Богданівка Яготинського району………
Президент України Віктор ЮЩЕНКО
23 квітня 2008 року

### Дитячий садок

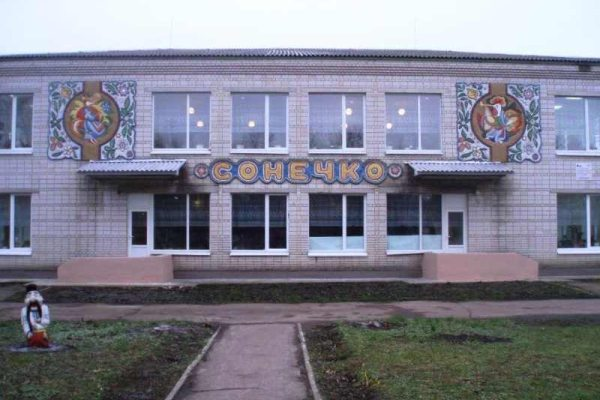
Відкриття дитячого садочку в c. Богданівка

У вересні 2013 року Агро Інвест Україна презентувала повністю відреставрований дитячий садочок в селі Богданівка Яготинського району Київської області. Цей дошкільний заклад не функціонував протягом багатьох років, а в селі підростало близько 100 малюків дошкільного віку. Компанія Агро Інвест Україна, як відповідальний інвестор, не могла стояти осторонь нагальної проблеми села та в повній мірі реалізувала проект з реставрації приміщення.
З початку 2013 навчального року в дитячому садочку займаються декілька груп дошкільнят та проводять свої заняття класи початкової школи.

### Культура
«Катеринина пісня» — всеукраїнський сільський фестиваль народної творчості, присвячений пам'яті Катерини Білокур, проводиться в селі з 2012 року щорічно 9 червня, або в найближчі вихідні дні.
Катеринин день
В садибі легендарної української художниці Катерини Білокур започаткували Катеринин день. Односельці, історики, краєзнавці і просто шанувальники кожну третю суботу травня на подвір"ї та в хаті мисткині влаштовуватимуть свято. Хочуть якнайбільше популяризувати
меморіальний музей-садибу Катерини Білокур.
Гурт «Отава»  Да забєлєлі снєжки
Гурт «Отава» та Київський кобзарський цех в 2005 році випустив альбом «Йа ми ходимо, проходжаємо…». Забуті пісні Київщини". Одна із пісень цього альбому, була записана в нашому селі. Да забєлєлі снєжки, забєлєлі бєли — солдатська (с. Богданівка, Яготинський р-н)

## Пам'ятки і музеї

### Музей-садиба Катерини Білокур
На території садиби Катерини Білокур діє Музей-садиба Катерини Білокур, (відкритий 1977).

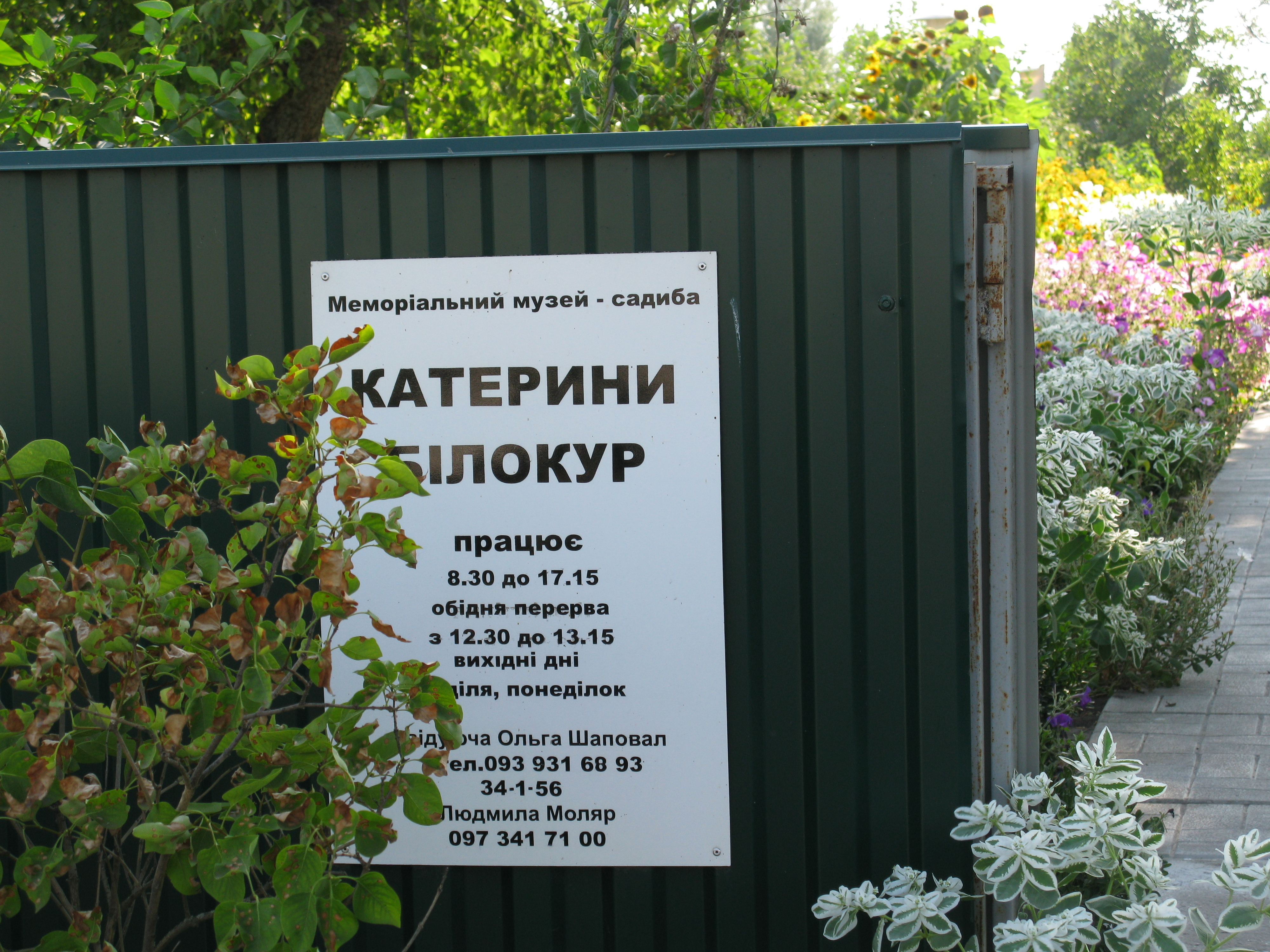
Вхід до музею
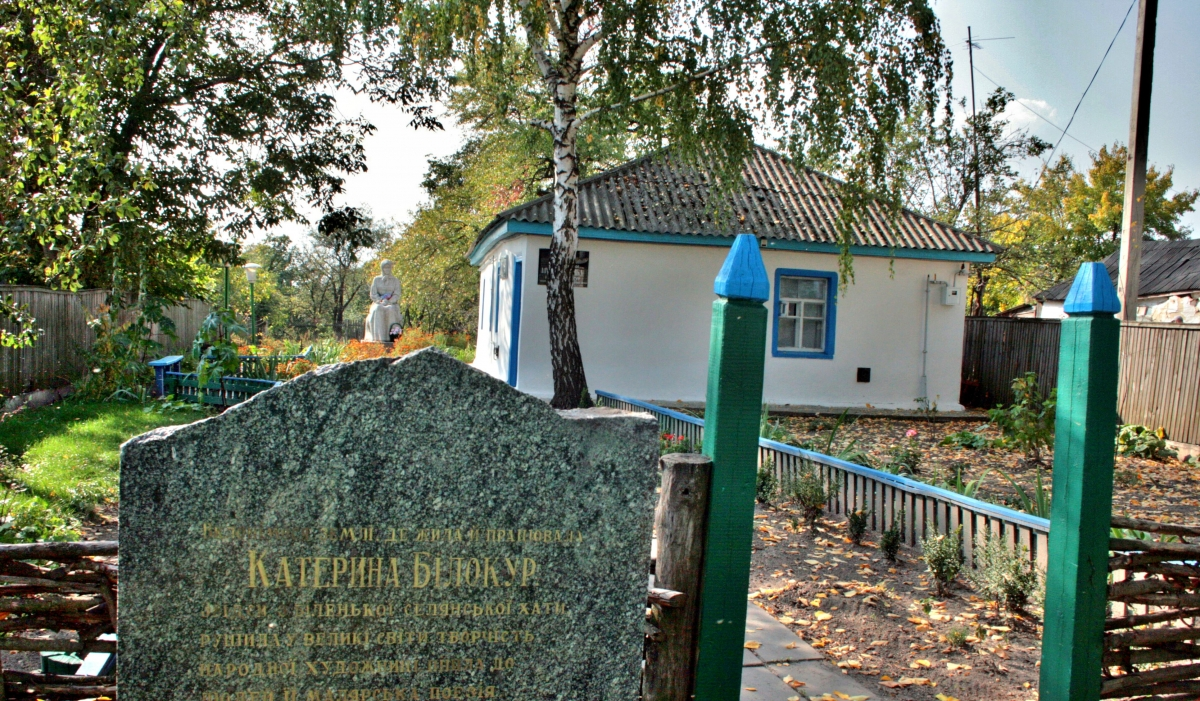
2010
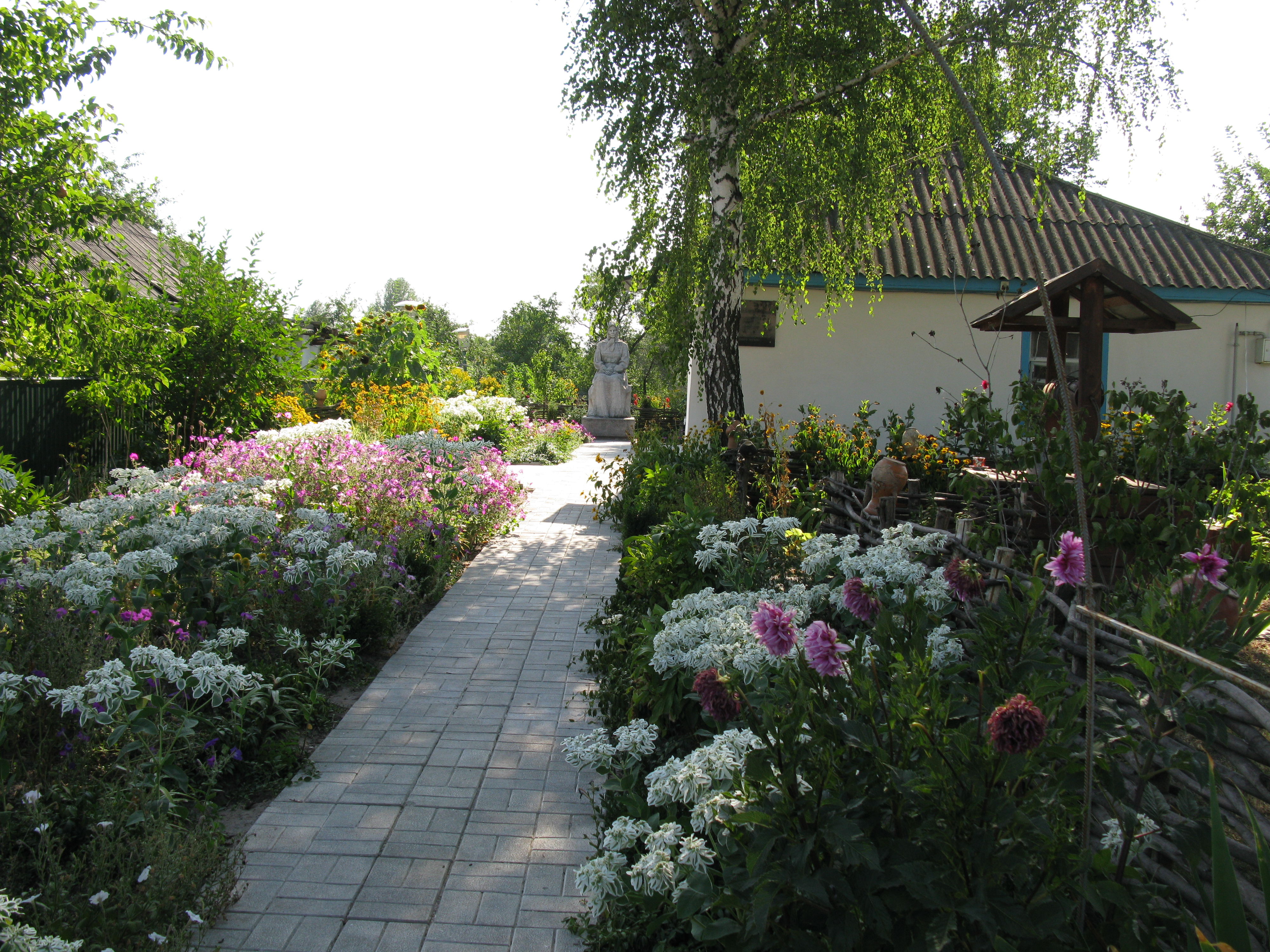
Серпень 2014
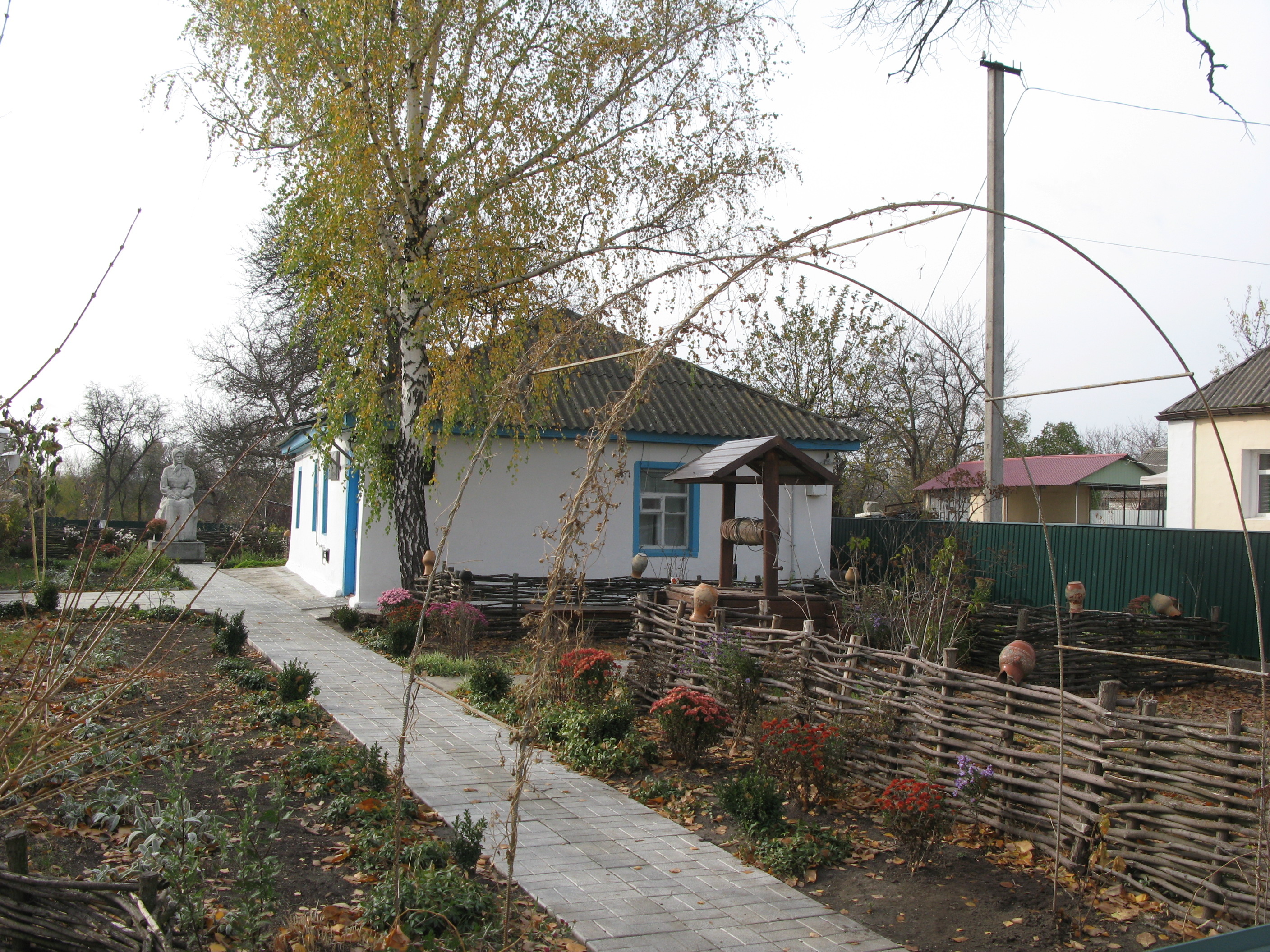
Жовтень 2014
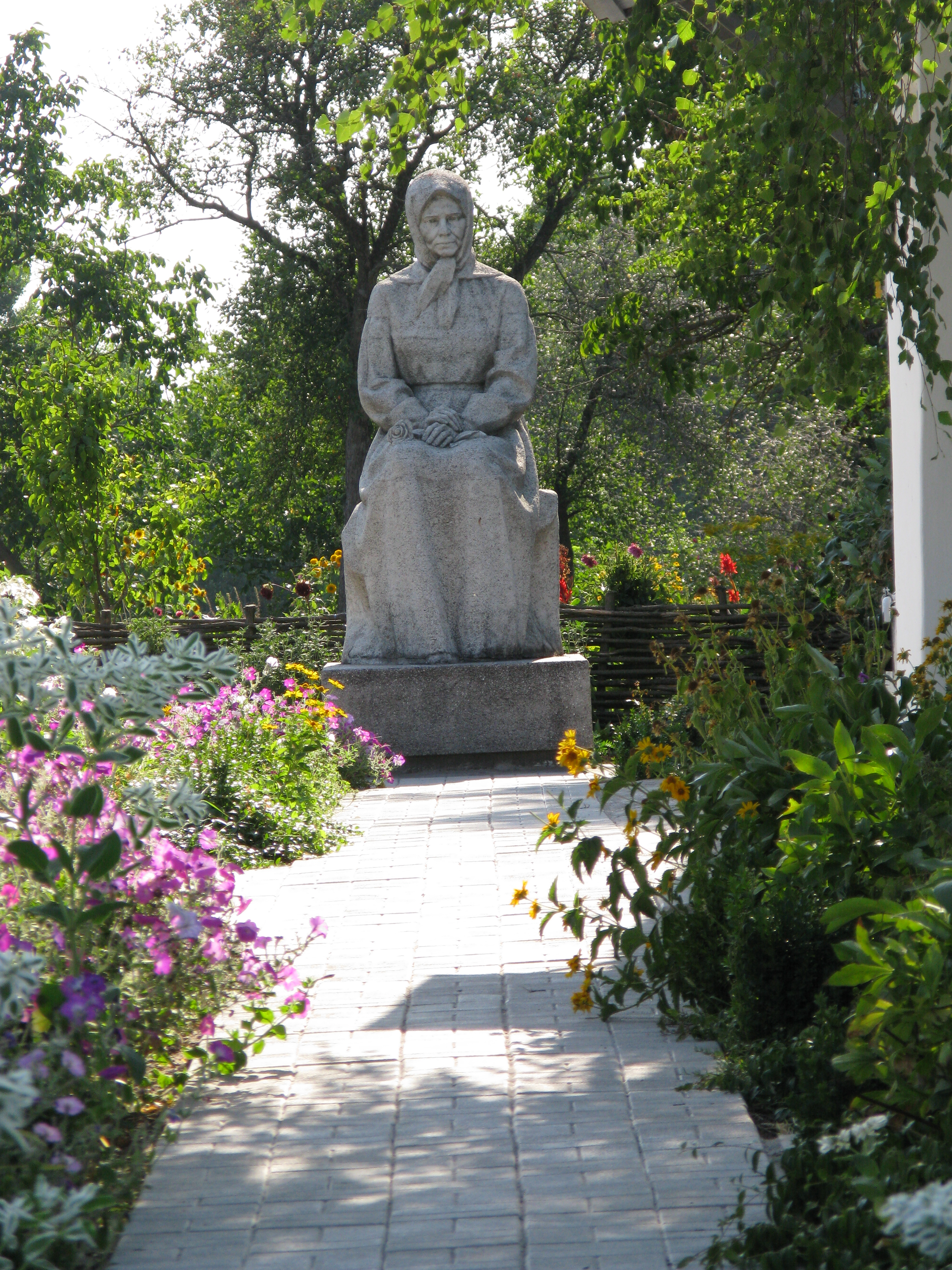
Пам'ятник художниці роботи Івана Білокура, племінника художниці

### Історико-краєзнавчий музей
В селі є також приватний історико-краєзнавчий музей, відкритий 19 жовтня 2013 у закинутому приміщенні колишнього дитячого садка. Засновником музею є житель села, уродженець житомирщини, Олександр Васильович Пінчук. Музей складається із чотирьох залів: побуту, Другої світової війни, сільського господарства і сучасності.
В музеї представлені експонати XIX—XX століть, документи з 1758 року. Оформлено 16 експозицій: «Наше село на карті батьківщини», «Вони захищали вітчизну», «Минуле і сьогодення сільського господарства», «Краса рідного краю», «Історія освіти в нашому селі» та інші.

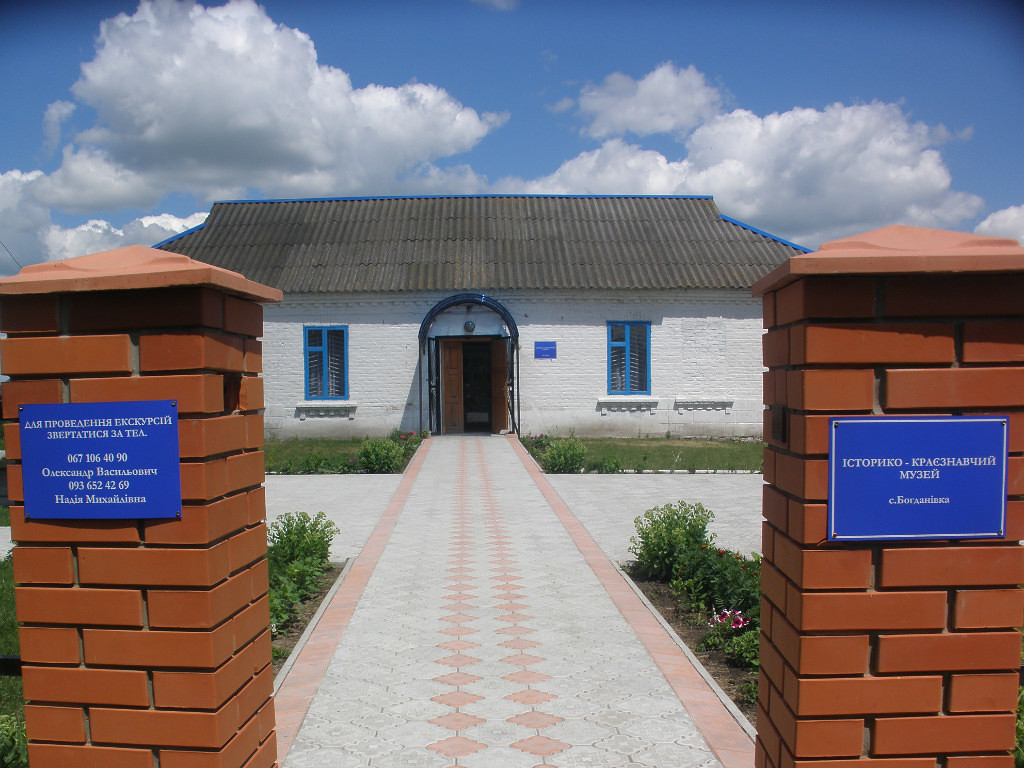
Приватний історико-краєзнавчий музей с. Богданівка
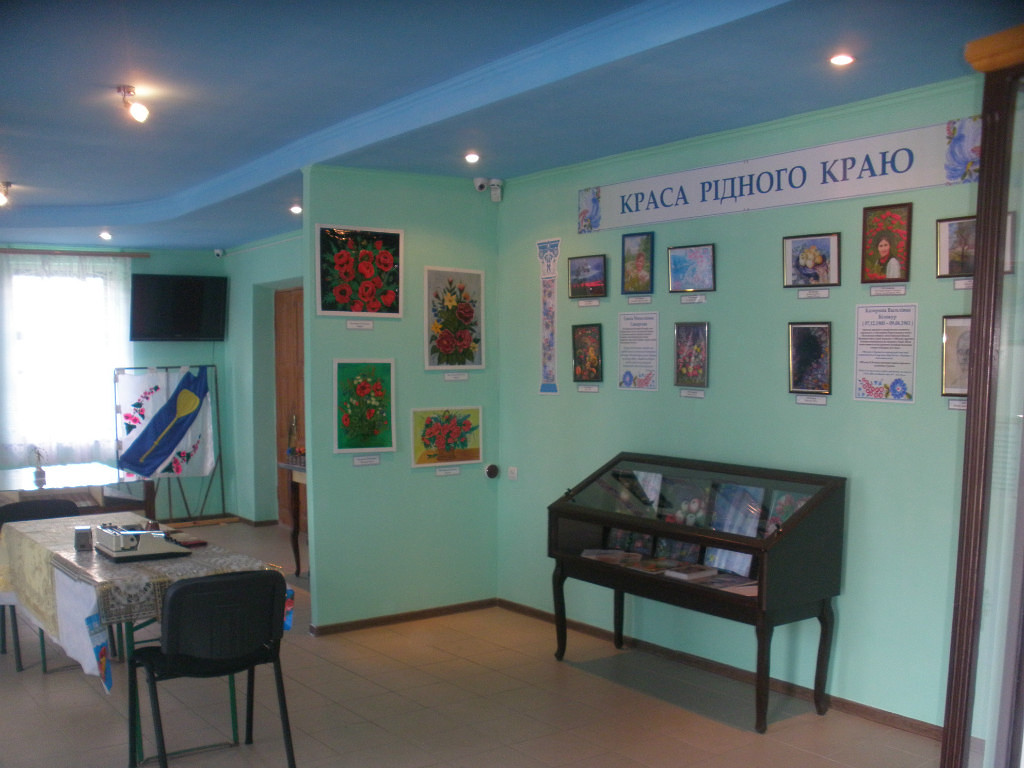
Одна з кімнат історико-краєзнавчого музею

### Алея Слави
В центрі села — алея Слави, на якій розташована могила Катерини Білокур з надгробним пам'ятником, скульптор Іван Гончар

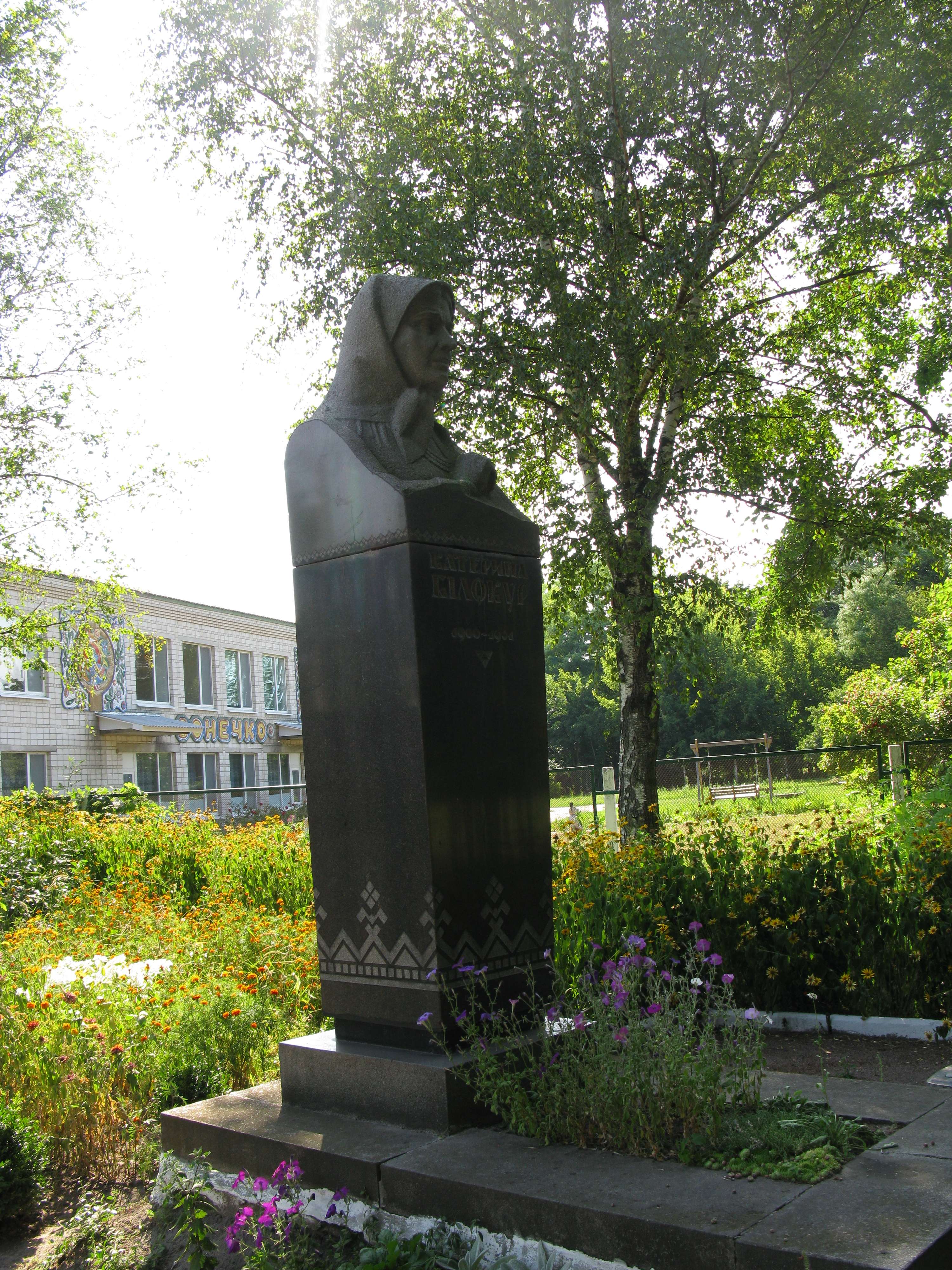
Могила Катерини Білокур
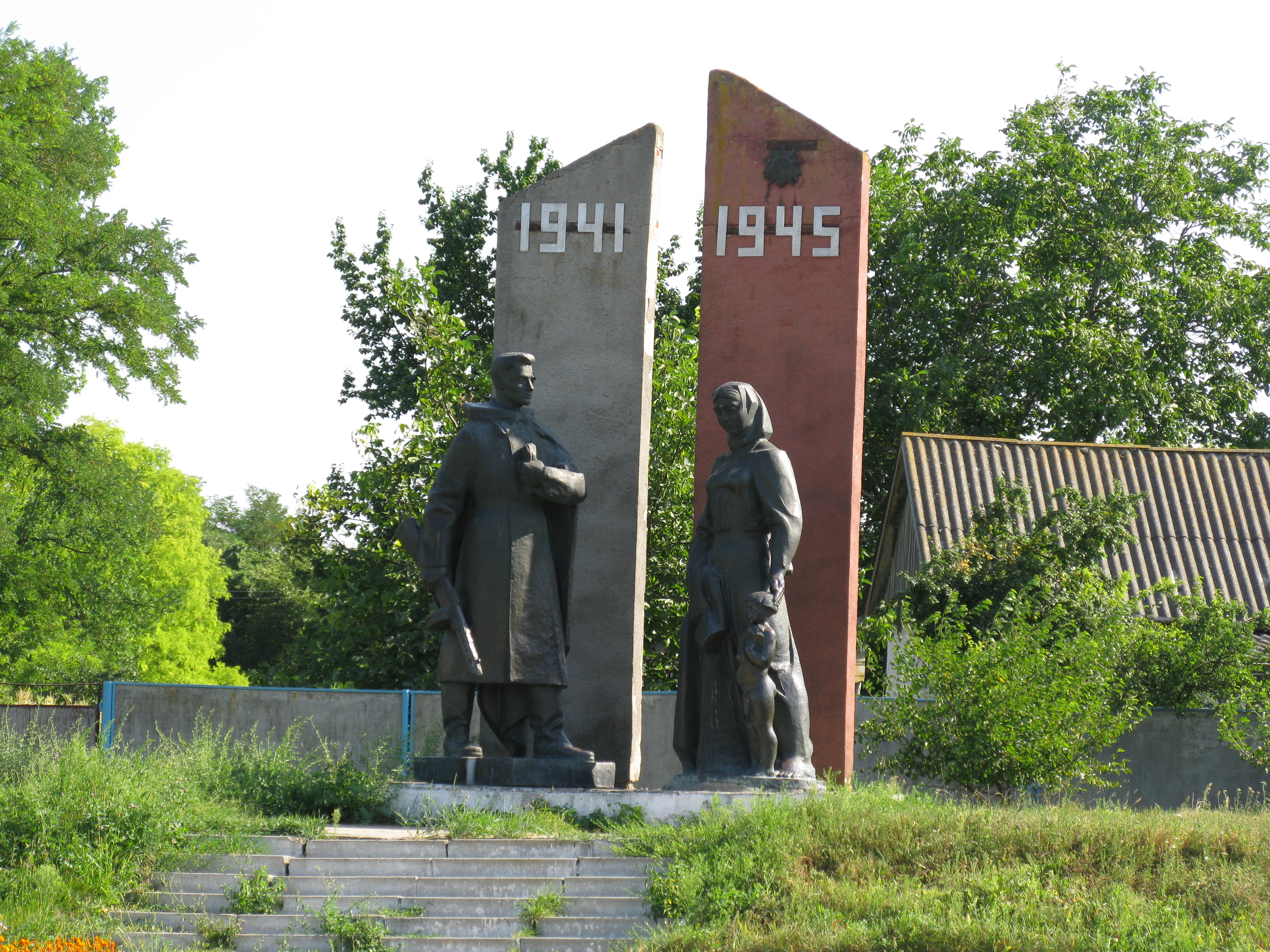
Всім загиблим в Другій світовій війні
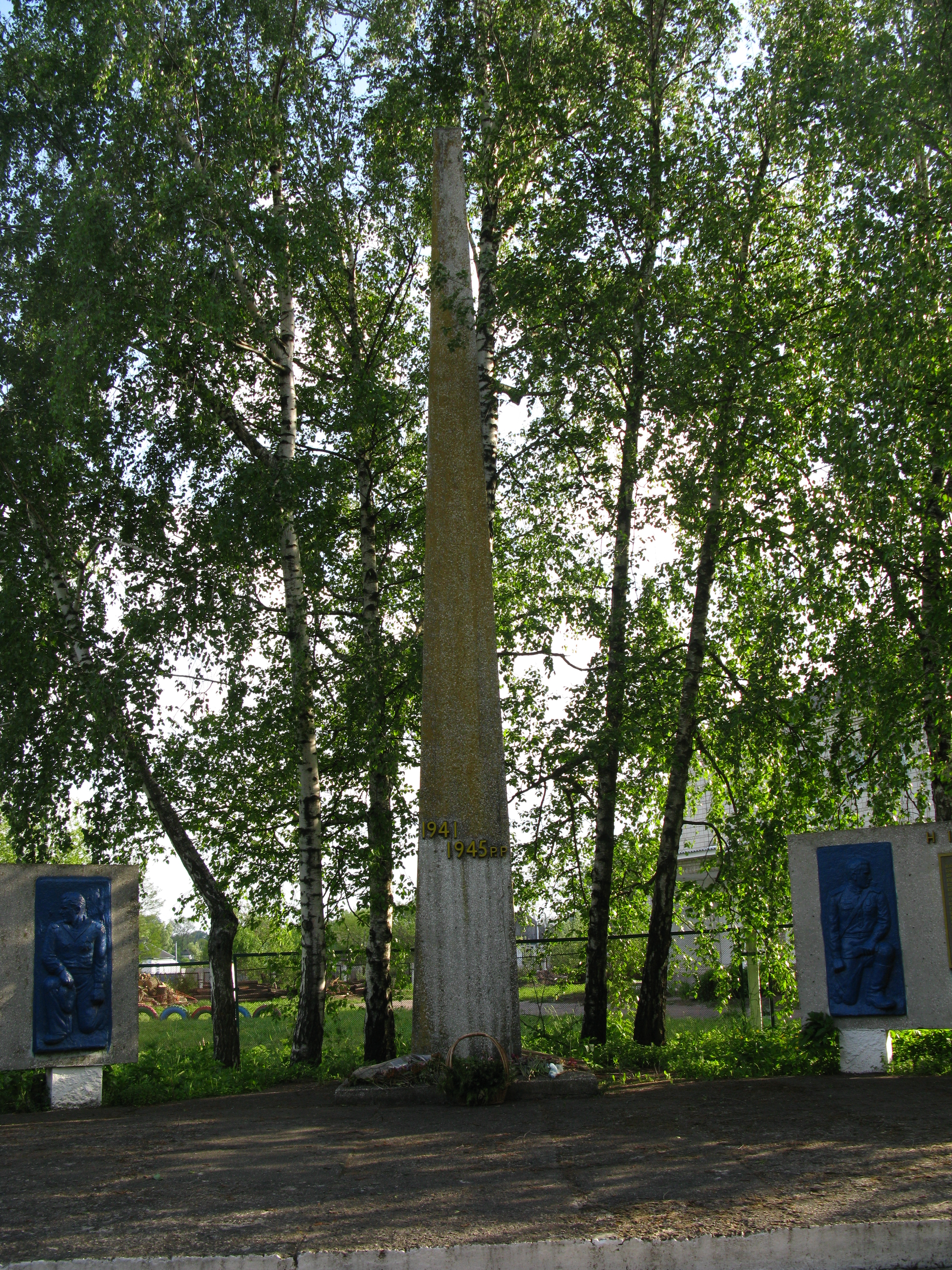
Усім загиблим в роки Другої світової війни
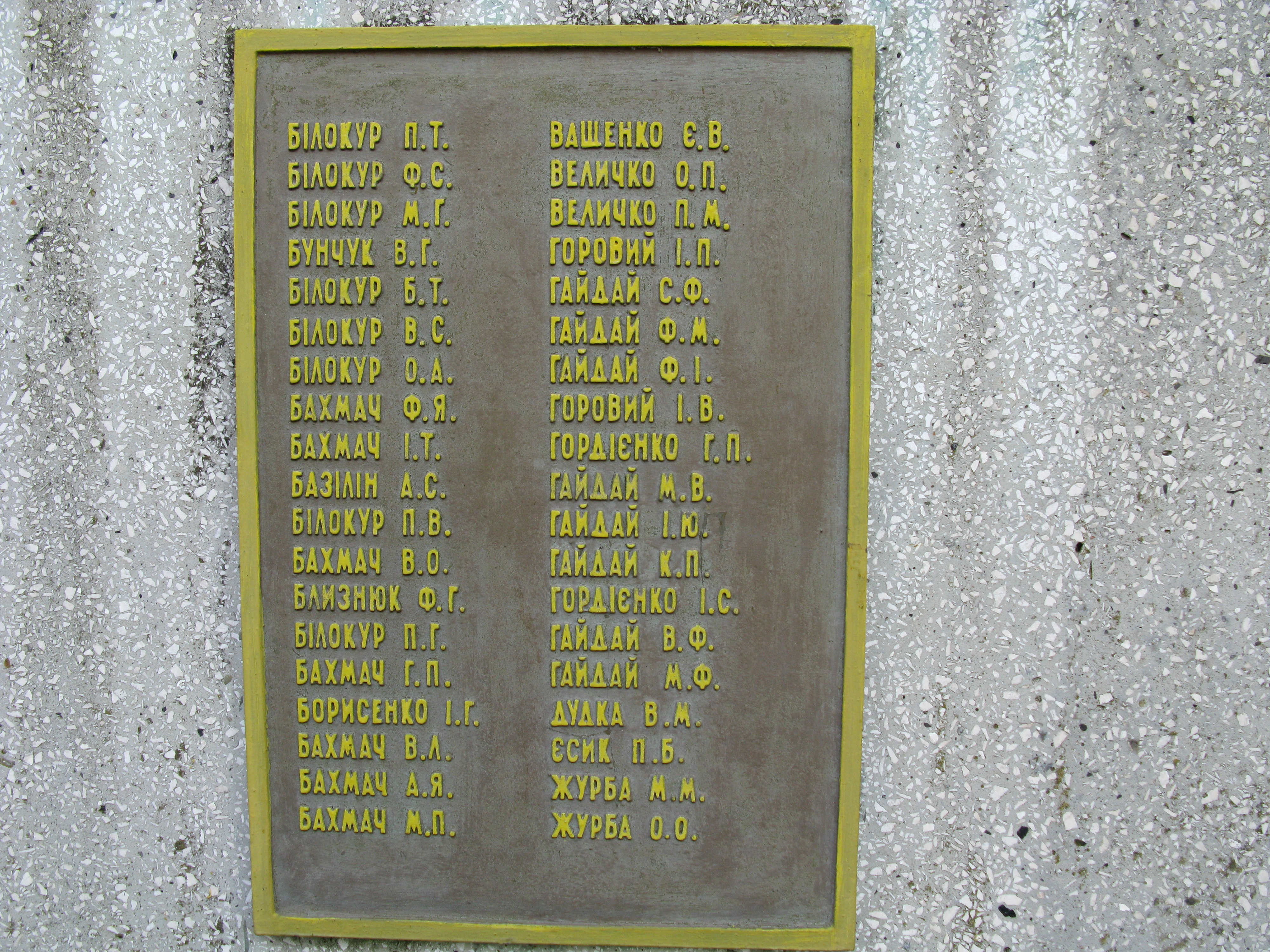
Загиблі воїни в роки Другої світової війни
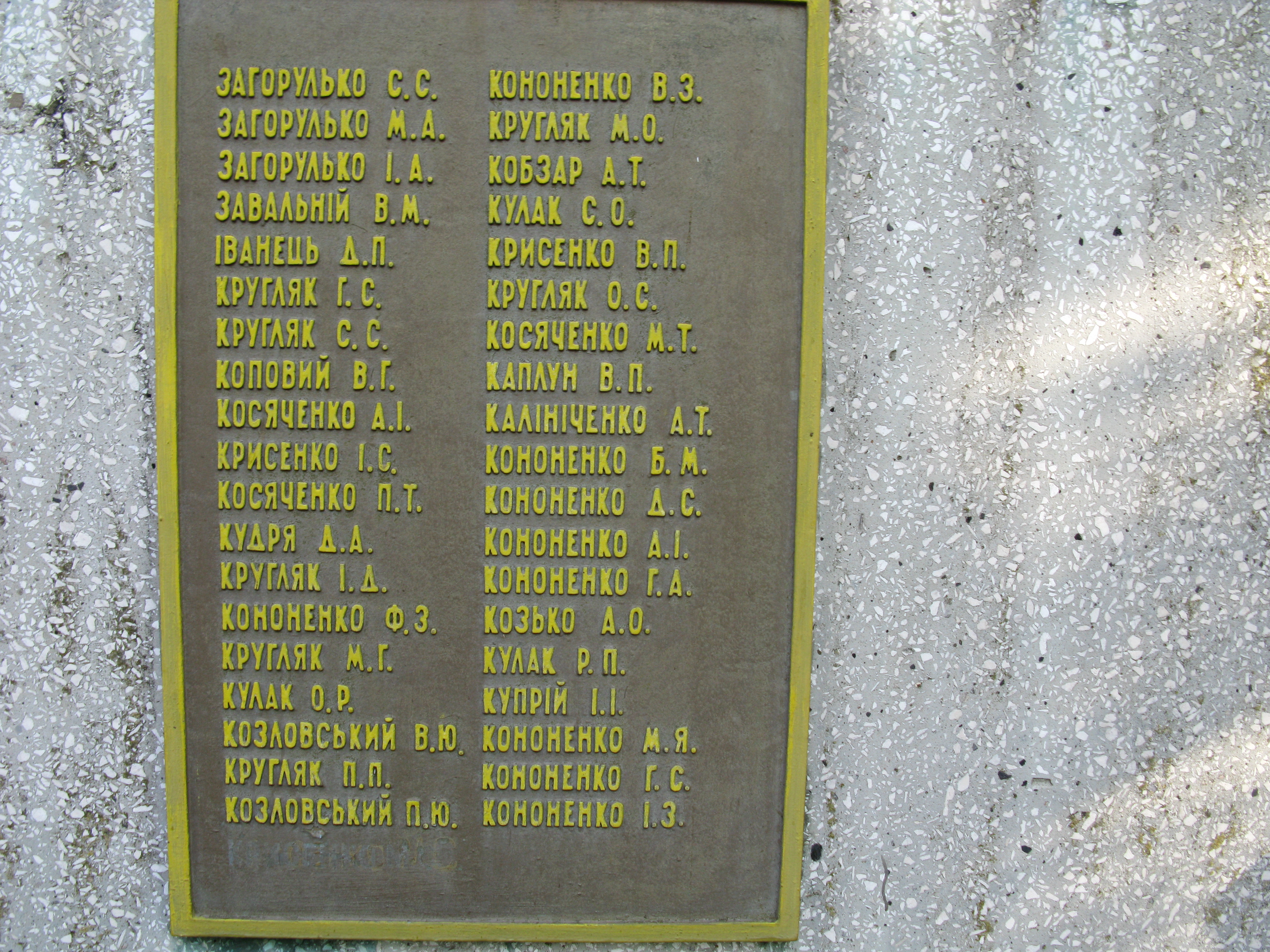
Загиблі воїни в роки Другої світової війни
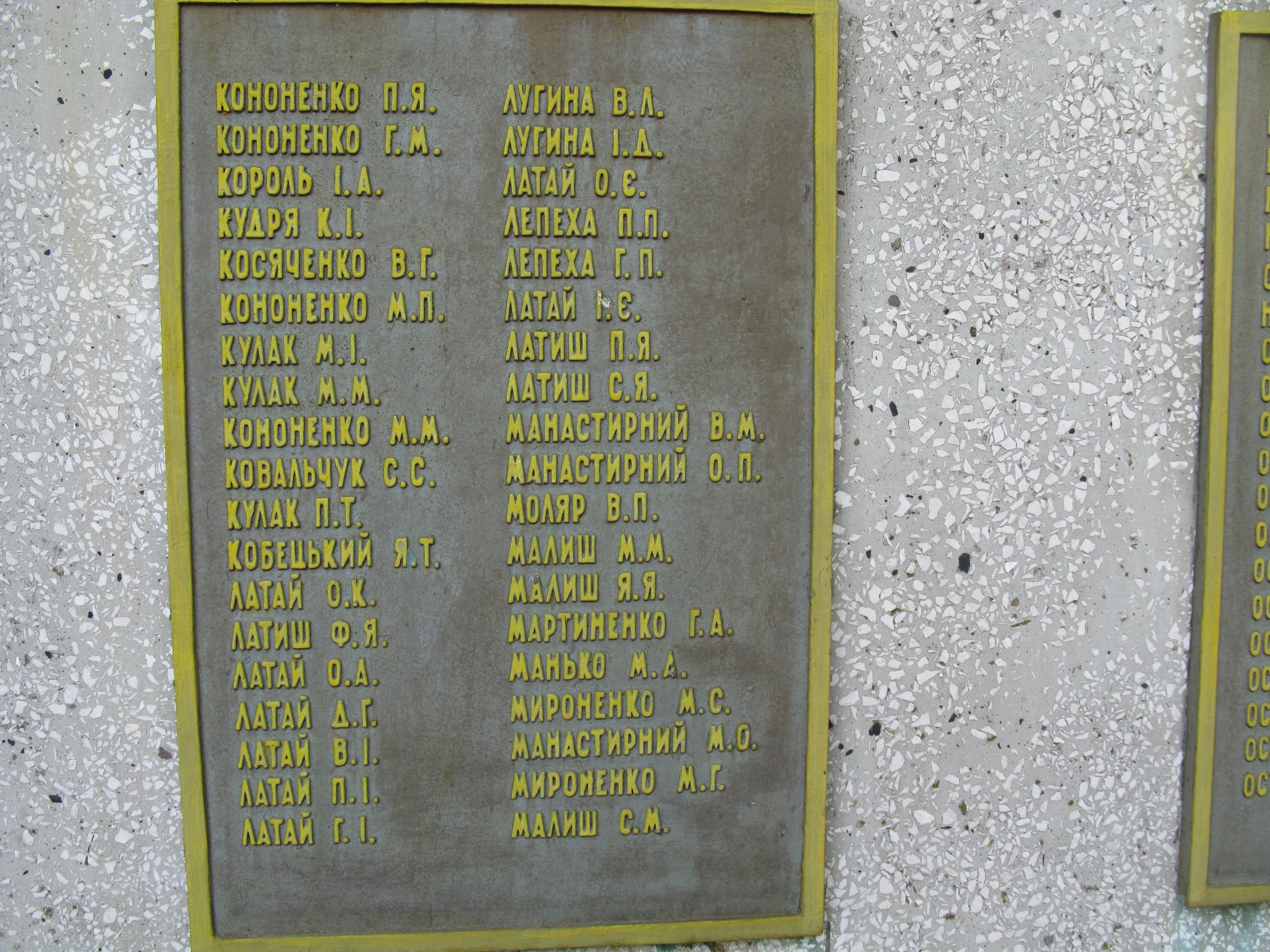
Загиблі воїни в роки Другої світової війни
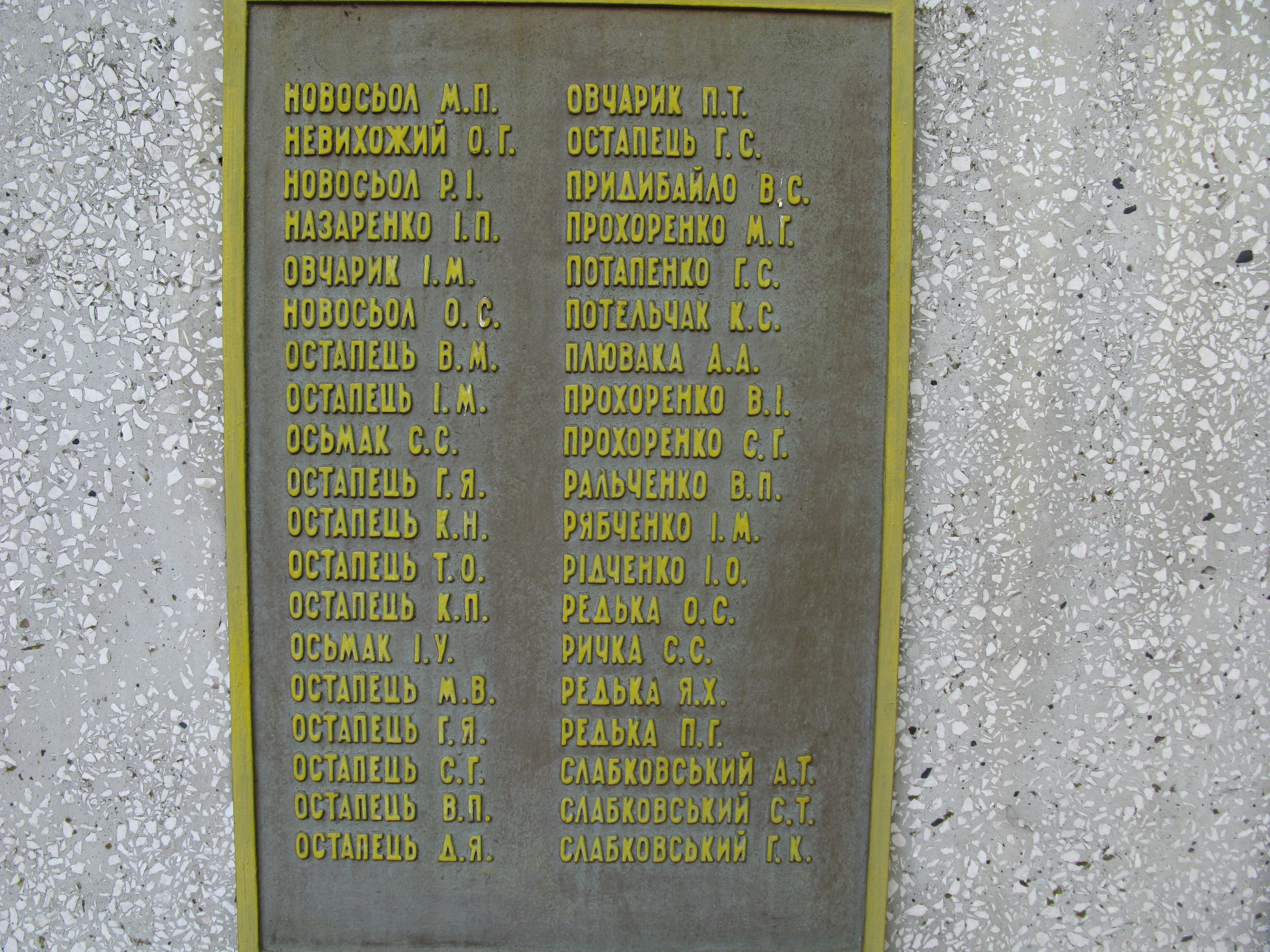
Загиблі воїни в роки Другої світової війни
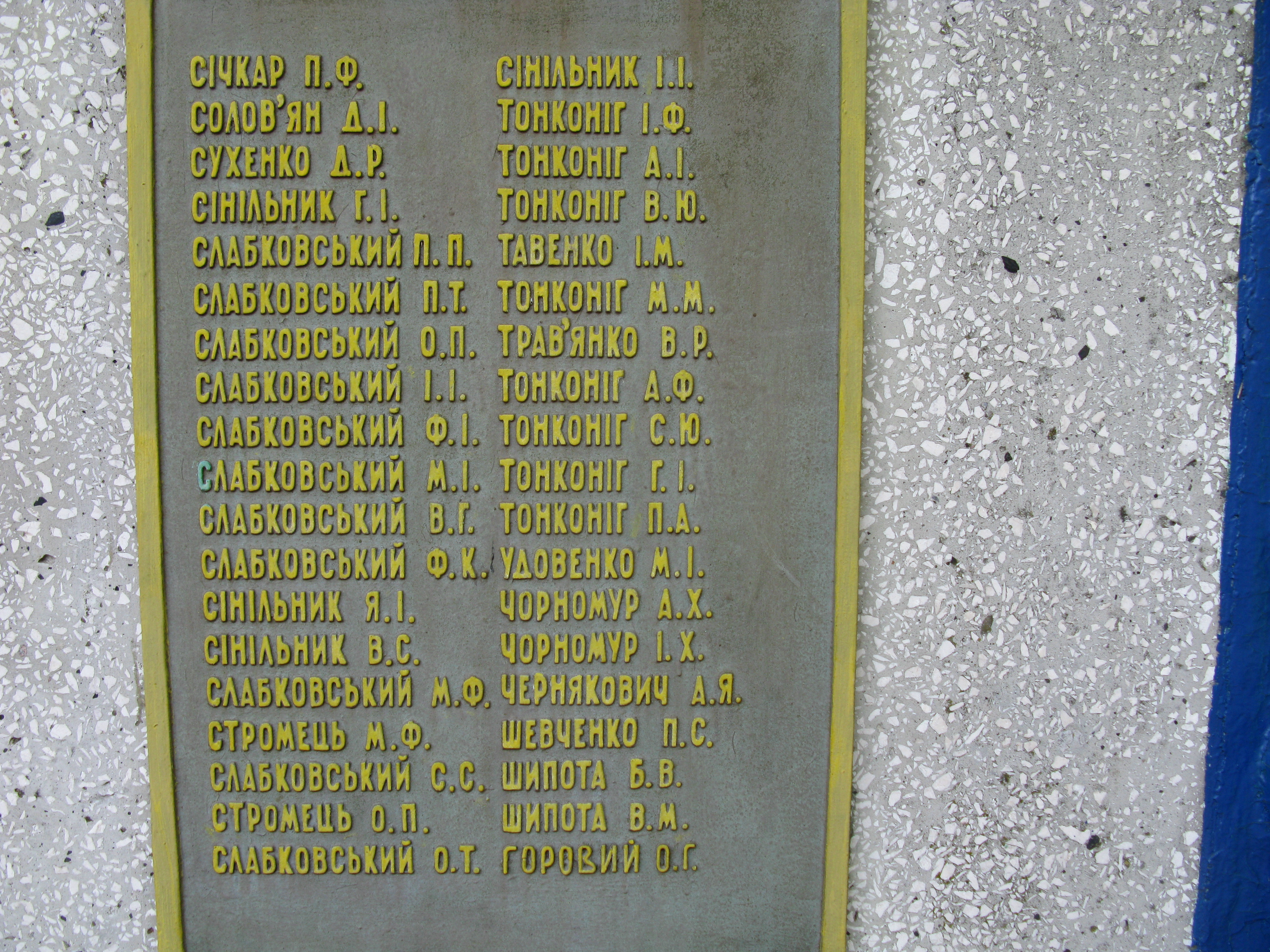
Загиблі воїни в роки Другої світової війни

### Пам'ятник героям авіаторам

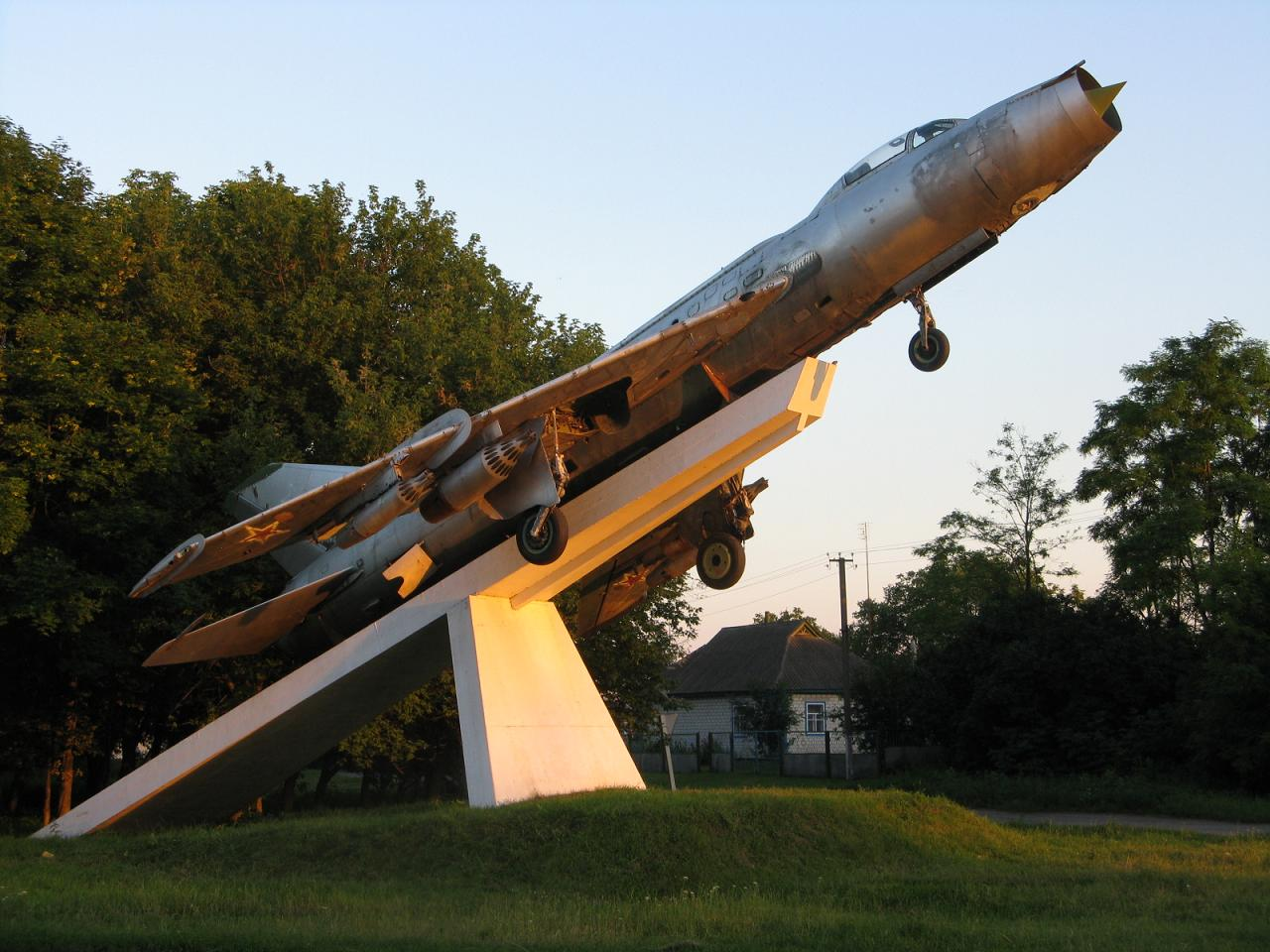
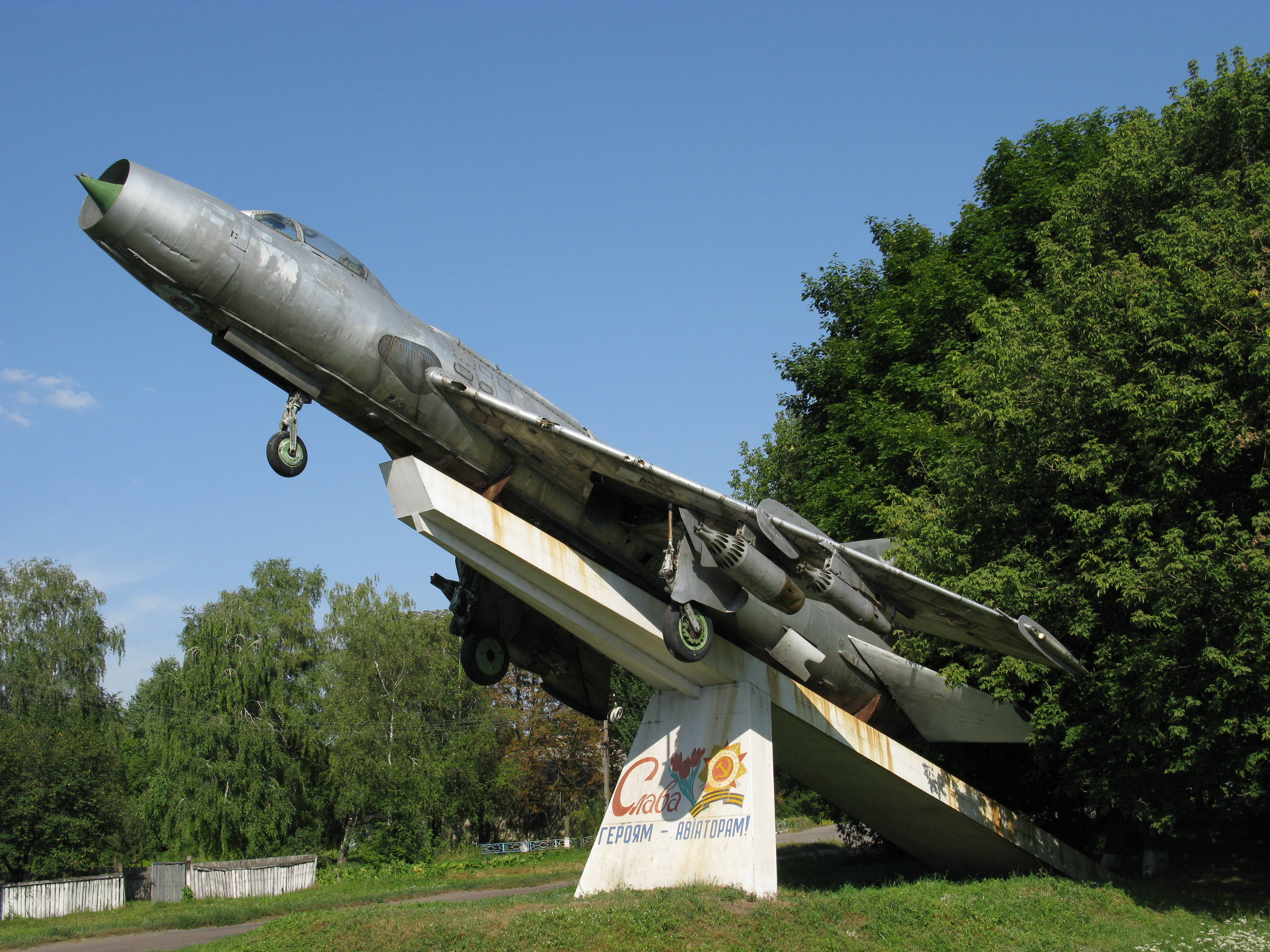

В селі є пам'ятник героям авіаторам у виді справжнього літака Су-7БМ на постаменті, встановлений військовою частиною, названою на честь уродженця села, двічі Герой Радянського Союзу, радянського льотчика-штурмовика Німецько-радянської війни Михайла Бондаренка (1913—1947). Бортовий номер літака 55, серійний номер sn 4919.

### Пам'ятник Михайлу Бондаренку

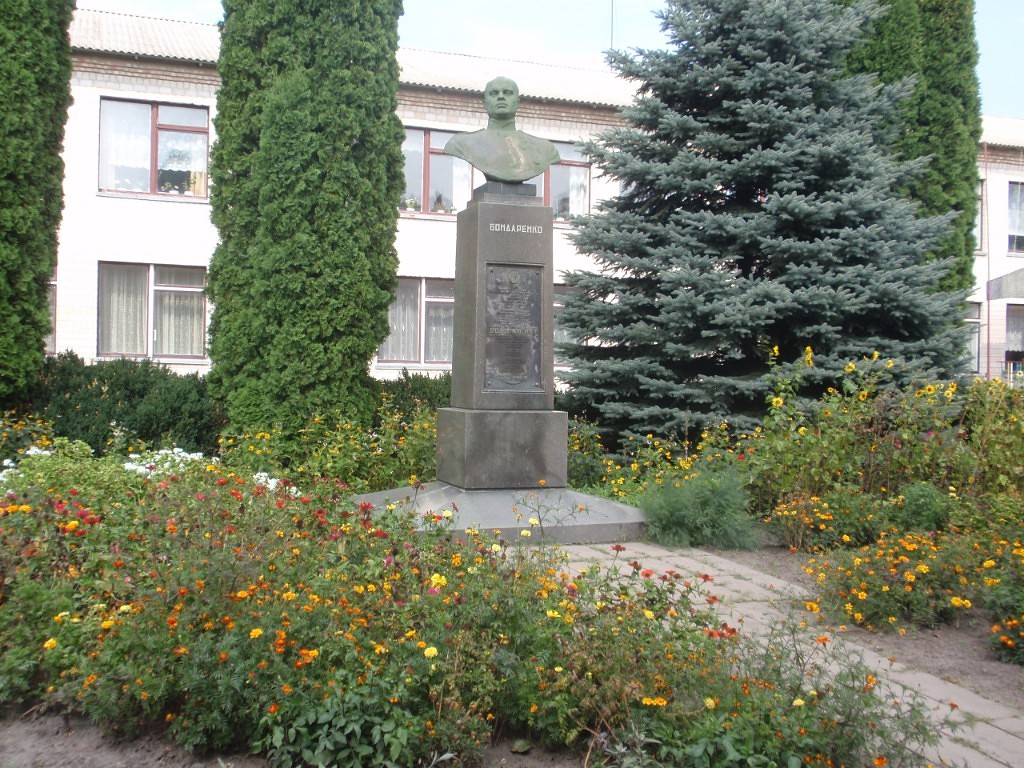

Бюст Двічі Героя Радянського Союзу Бондаренка М. З.  

### Пам'ятний знак жертвам Голодомору
24 серпня 2015 на День Незалежності в Богданівці поруч із Алеєю Слави урочисто відкритий пам'ятний знак жертвам Голодомору. Ведуча жалобної церемонії Надія Слабковська запросила виконати почесну місію — відкрити Пам'ятний знак голову Яготинської РДА Олександра Дерунця, найстарішого жителя села — дев'яностосемирічну Любов Іллівну Остапець та першокласника Стасика Левчуна. Першим до односельців і гостей, серед яких були присутні очільники і представники сільських рад району, до земляків і гостей звернувся сільський голова с. Богданівки Юрій Борисенко.
Присутніх вразили розповіді фермера, засновника сільського приватного історико-краєзнавчого музею, уродженця житомирщини Олександра Пінчука та двох очевидців Голодомору. Олександр Пінчук зазначив, що документально підтверджено загибель від голоду близько двохсот жителів Богданівки і Коптевичівки, хоча справжнє число вбитих голодом у декілька разів більше.

## Люди
В селі народилися:
- Білокур Іван Григорович(1933−1999) — український скульптор.
- Білокур Катерина Василівна (1900−1961) — українська радянська художниця.
- Бондаренко Михайло Захарович (1913−1947) — двічі Герой Радянського Союзу, радянський льотчик-штурмовик Німецько-радянської війни.
- Головченко Ніна Іванівна — літературний критик.
- Прохоренко Анатолій Григорович (1940−2007) — поет, гуморист.

## Галерея

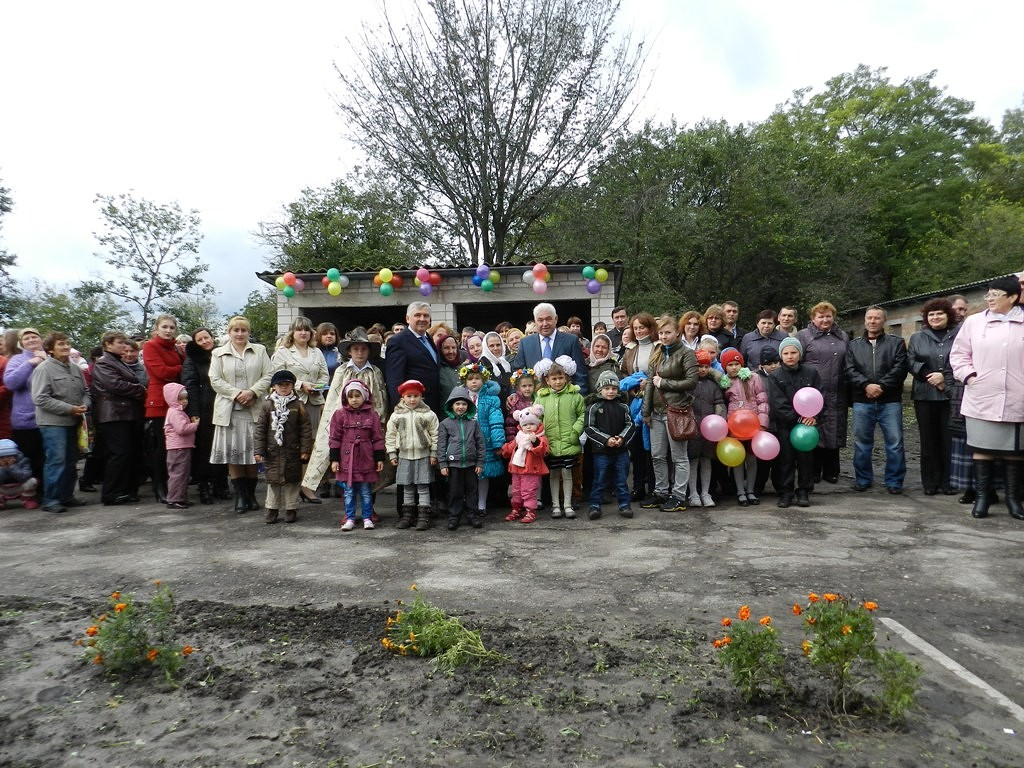
Люди
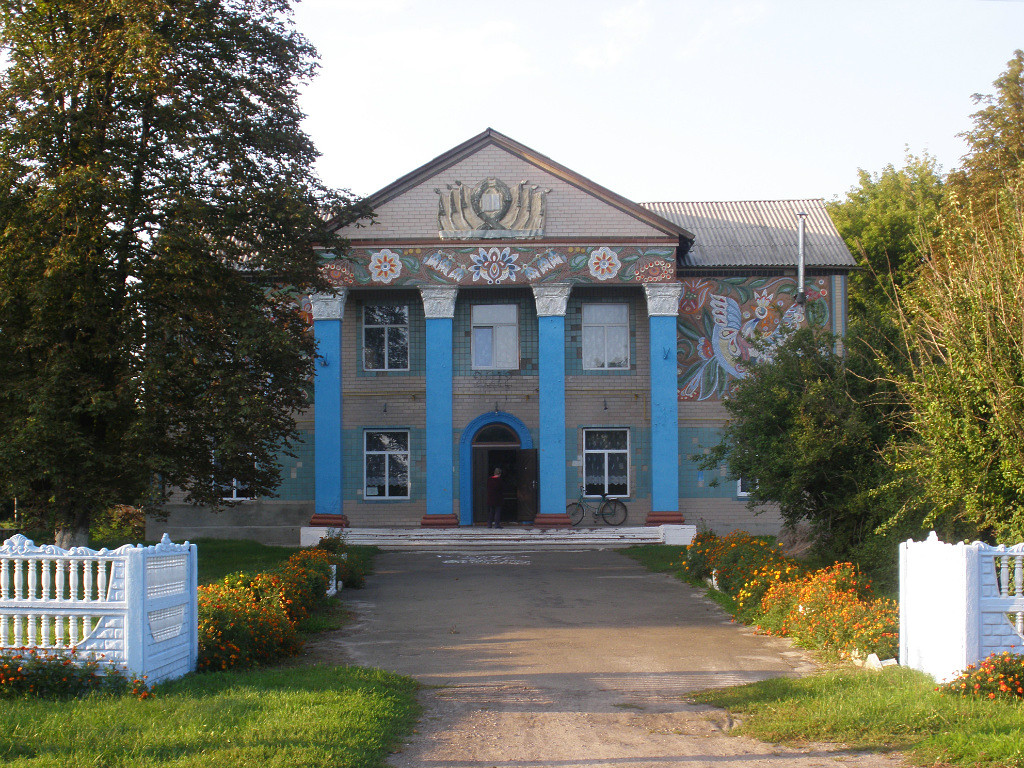
Клуб в центрі села
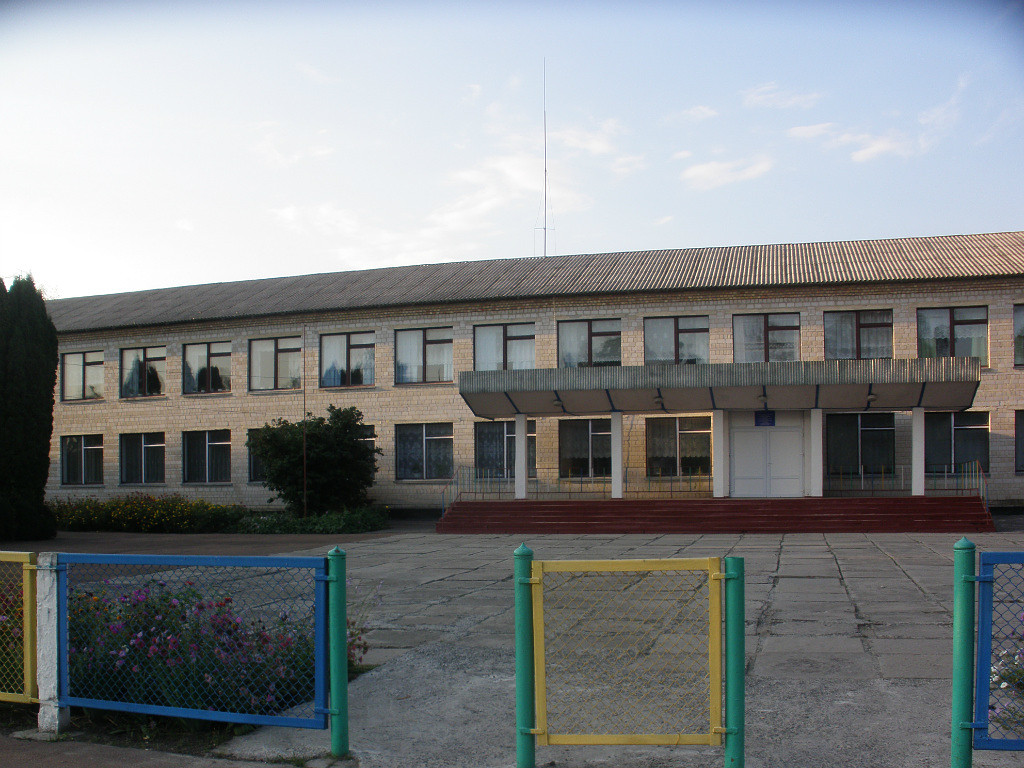
Нова школа

## Історія змін адміністративно-територіального устрою
З 1730 по 1766р с. Богданівка входило до складу Яготинської сотні Переяславського полку Війська Запорізького.
У 1766 році село перейшло до скарбниці.
З 1781 р. до складу Пирятинського повіту у складі Київського намісництва.
У 1796 р. Пирятинський повіт віднесено до Малоросійської губернії
У 1802 р, після ліквідації Малоросійської губернії, Пирятинський повіт увійшов до складу Полтавської губернії.
У 1861 році Пирятинський повіт був поділений на 15 волостей
З 1861 по 1923 року село входило до складу Черняхівської волості Пирятинського повіту Полтавської губернії.
З 1923 по 1932 роки входило до складу Ковалівського району Прилуцької округи.
З 1932 по 1937 роки — у складі Бирлівського (Ковалівського) району Харківської області.
З 1937 по 1959 роки входило до складу Ковалівського (з 1947 року — Шрамківського) району Полтавської (з 7 січня 1954 — до складу новоствореної Черкаської) області.
При ліквідації Шрамківського району Черкаської області разом із сусіднім село Коптевичівка передане до складу Яготинського району Київської області.

## Богданівка на картах

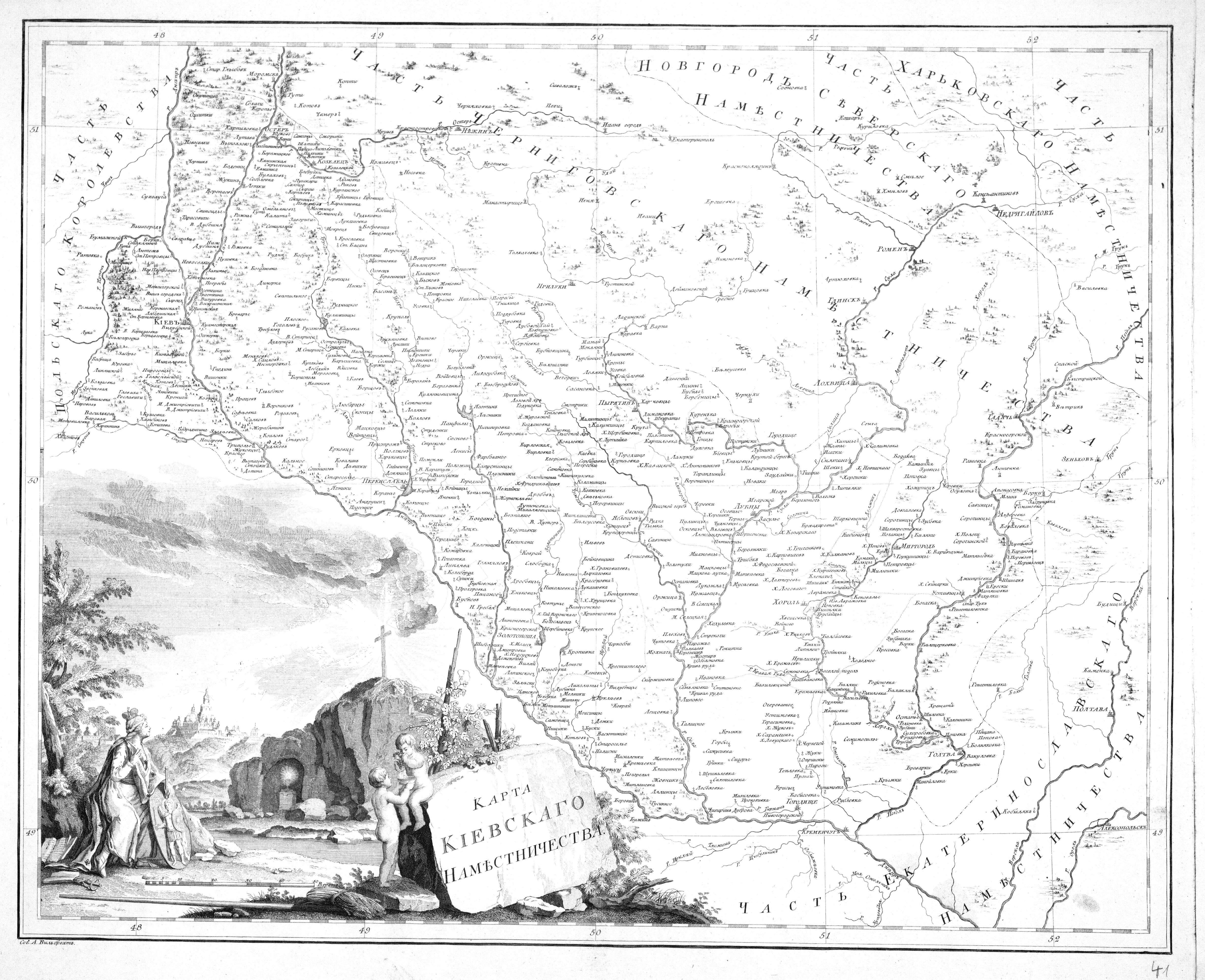
Мапа Київського намісництва 1792 року

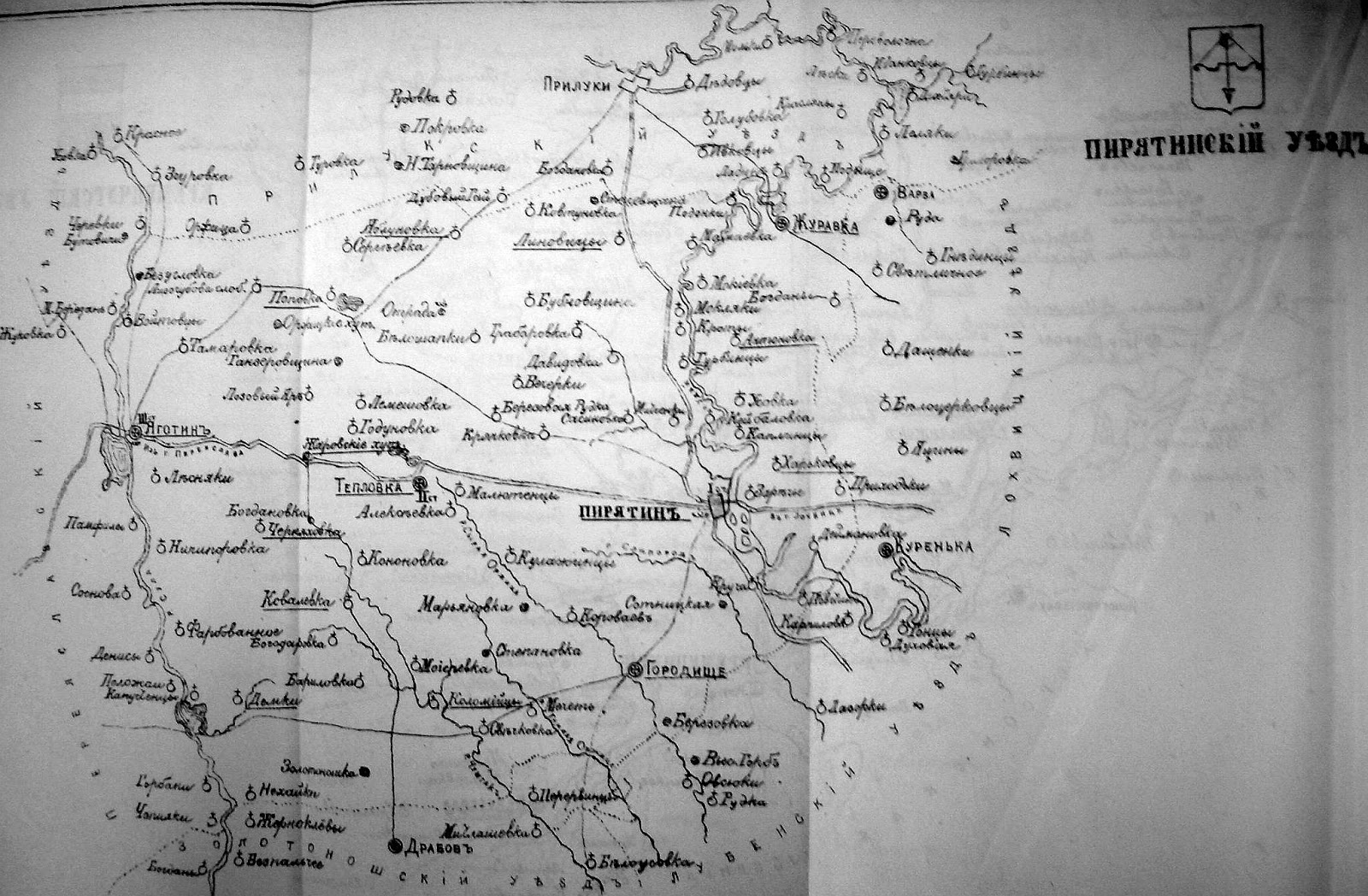
Карта Пирятинський повіт

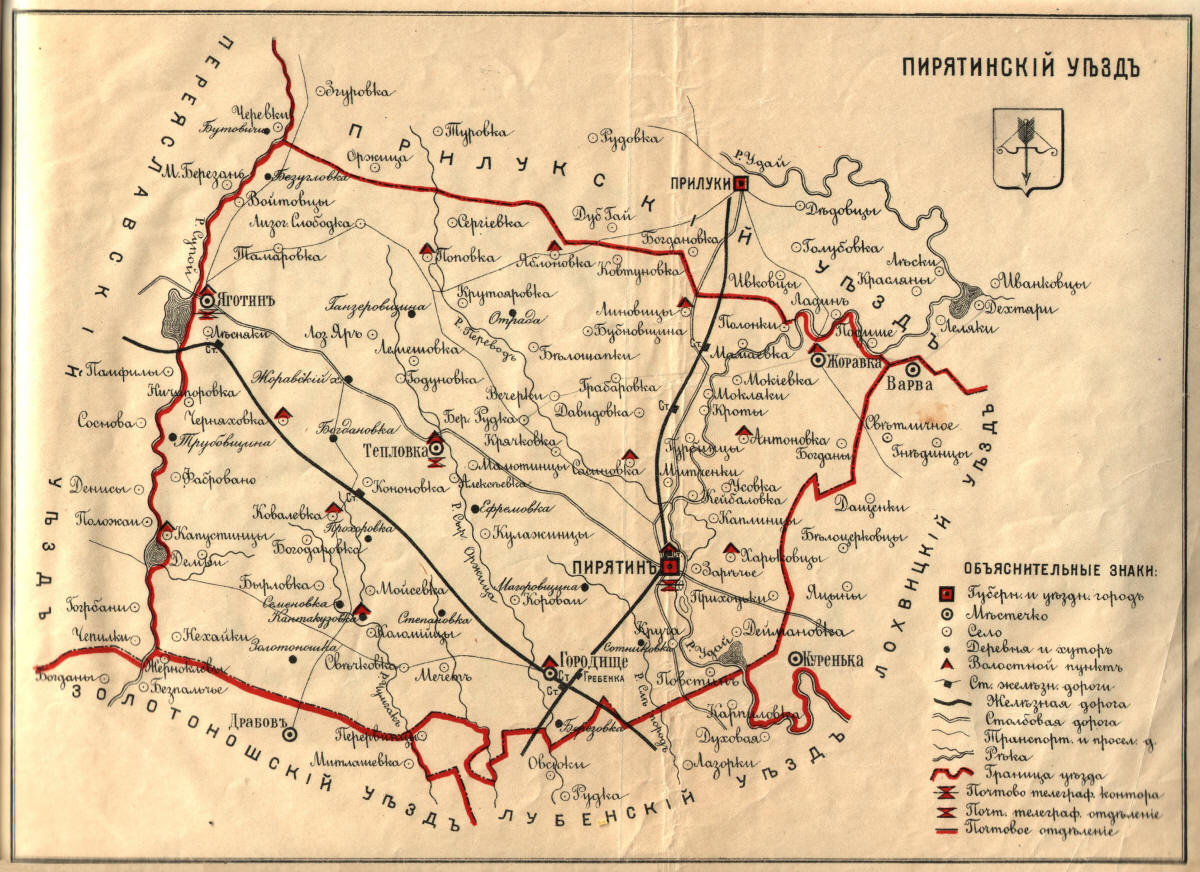
Карта Пирятинського повіту